# Municipio de Tlahualilo

El municipio de Tlahualilo es uno de los 39 municipios en que se divide el estado de Durango. Se ubica en el extremo noreste del mismo (Comarca Lagunera) y colinda al norte con los municipios de Jiménez, Chihuahua y Sierra Mojada, Coahuila; al sur con Gómez Palacio, Durango; al este con Francisco I. Madero, Coahuila; y al oeste con el municipio de Mapimí, Durango.

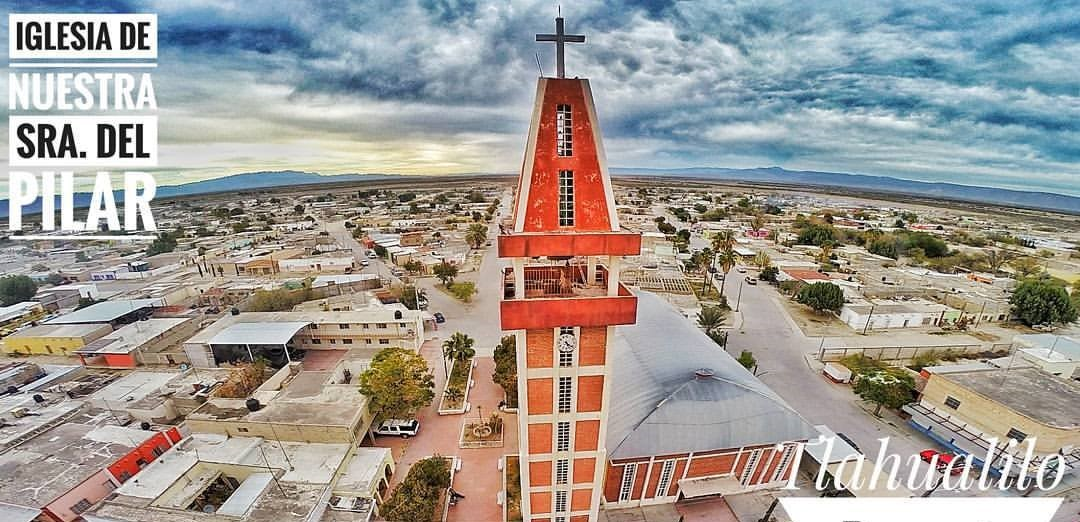
Iglesia de Nuestra Señora del Pilar, símbolo representativo de la cabecera municipal. (Fotografía de Pad Prod Producciones)

  Sus coordenadas geográficas son 26°06´23´´ latitud norte y 103°26´34´´ longitud oeste. Tiene una altitud de 1,095 metros sobre el nivel del mar, con una extensión territorial de 3,709.8 km. cuadrados. La población actual es de 22,895 habitantes que representa el 1.30% del total en el estado. En lo referente a la densidad de población, habitan 4.8 habitantes por kilómetro cuadrado, siendo las comunidades principales: Tlahualilo de Zaragoza (Cabecera Municipal), El Lucero, San Francisco de Horizonte, Jauja, Banco Nacional y San Julio.

## Toponimia
El origen de la palabra Tlahualilo tiene dos acepciones: la primera tiene una raíz eminentemente náhuatl (Tlal/hualila/c): tierra de regadío, laguna, tierra fértil.. En la misma coinciden los maestros Arturo Sandoval Ceniceros y Amado Illarramendi Fierro. 

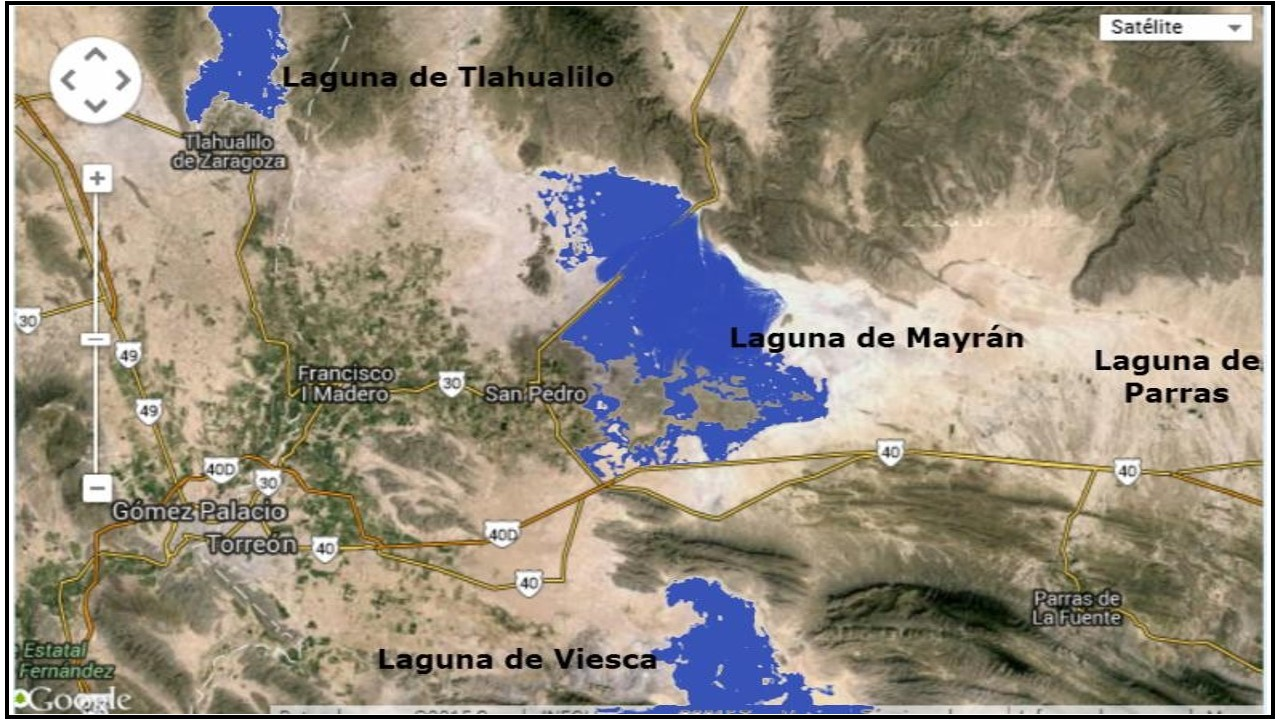
Durante la conquista del septentrión, los españoles encontraron una gran cantidad de lagunas en estos lugares, siendo las más importantes las de Mayrán, Viesca y Tlahualilo, de ahí que en un principio esta región fue conocida como "País de la Laguna".(Mapa "Tlahualilo, raíces y destino" Prof. José Gpe. Cortina M.

En este sentido es necesario señalar que el origen náhuatl tiene que ver con los flujos migratorios que grupos indígenas realizaron desde el actual noroeste de México y Suroeste de Estados Unidos hacia el Valle de México (los casos de toltecas y aztecas son los más representativos). Así, a su paso por la zona de la actual Región Lagunera, dejaron huella de su lengua en lo que se puede concebir como un sustrato lingüístico, esto lo plasma de manera certera el historiador Fernando de Alva Ixtlixóchitl en "La nación chichimeca".
Bajo esta tónica la segunda acepción tiene que ver con el tepehuano tlahualilac, palabra que fue descompuesta por los españoles, suprimiendo la última consonante y cambiando la última vocal de "a" a "o", para dar voz al actual Tlahualilo, que significa "lugar con agua para el regadío de las plantas".

## Escudo de armas
Fue el Prof. y Lic. Arturo Sandoval Ceniceros quien creó el escudo de armas de Tlahualilo, siendo cronista de la ciudad, sin perder la esencia de los escudos de Vizcaya (España) y Durango (México). En la descripción, "se señala al centro del mismo, el árbol representativo de la lealtad, que se brindaba al Rey de parte de todos sus súbditos, este es un roble de la región de Guernica, capital política de Vizcaya, dicha región era un pequeño bosquecillo formado por robles, en la Villa de Vizcaya, España. También a la sombra del mismo roble, los reyes juraban respetar sus fueros, esta región boscosa fue destruida por un bombardeo dentro de la guerra civil española.
En un escudo de armas se representan los corazones de un reino, ciudad o familia, este puede ser de cuero, madera o metal, el escudo es en sí un símbolo, el nuestro, marca los atributos propios como lo son la sandía, el melón y el algodón que indica ser una región agrícola por excelencia. Cuando a Durango se le dio el título de Ciudad, los vecinos le pidieron al Rey de España que les diera su escudo y que este fuera el mismo de Vizcaya.
El escudo de la Ciudad de Tlahualilo conserva las mismas características del original, sus campos o blasones, representan al lado poniente de la Sierra de Campana, a sus pies se observa nacer una labor agrícola por haber sido este lugar el establecimiento de la primera hacienda abierta al cultivo por la Compañía Española, propietaria de todo el latifundio, cuya extensión territorial comprendía 44,000 hectáreas y que actualmente abarcan el perímetro de Tlahualilo. Al centro aparece el roble de Guernica, sobre su tronco aparecen dos lobos que tienen en su hocico un carnero sangrando, en la parte superior derecha, el contorno del municipio, al lado oriente, se representa a la sierra de San Juan Bautista, con la salida del astro rey, el mismo que representa la vida y fertilidad de los campos agrícolas, los aztecas lo llamaban Huitzilopochtli.
En sus contornos se puede observar la Laguna del Caimán que existía en este gran vaso de captación, que se le consideraba la de mayor extensión en el norte del país, fue la ciénaga de Tlahualilo, así está asentado en la Geografía de México.
Los principales productos agrícolas que le han dado fama al municipio de Tlahualilo, son la sandía, fruta que sobresale por su exquisita dulzura y tamaño ante las demás de su misma especie aún dentro de la misma Comarca Lagunera, lo mismo sucede con el melón, este producto de exquisita dulzura, tamaño, de color amarillo llamado gota de miel, otro de los productos propios de la región es el algodón, que debido a la pureza y consistencia de la fibra, es bastante apreciado tanto en la industria textil nacional como extranjera.
En la parte inferior del escudo de armas, está la palabra TLAHUALILAC, que representa la originalidad que actualmente ostenta la ciudad y su municipio, pues de acuerdo al idioma Náhuatl, significa Laguna con agua y tierra fértil, el lema que rodea tiene un profundo sentido, en el mismo se da a conocer cómo es su gente, cómo actúa y cómo piensa."

## Elementos físicos

#### Clima
Tlahualilo cubre el 3.8% de la superficie del estado y cuenta con una temperatura promedio de 30.5 grados centígrados, además de un rango de precipitación de 100-300 mm., siendo el clima muy seco semicálido con lluvias en verano. Los días más cálidos (temperatura promedio), se presentan en los meses de abril (33.1 grados centígrados), mayo (36.1), junio (37.1) y julio (35.8); mientras los días más fríos se dan, en promedio, en los meses de enero (1.7 grados centígrados), febrero (3.8), noviembre (6.0) y diciembre (2.4). De igual manera, los días más lluviosos están presentes en los meses de agosto (6.2 días de lluvia), julio (5.7), septiembre (5.3) y junio (4.2).

#### Orografía
El municipio cuenta con dos sierras de composición caliza: Tlahualilo y La Campana, las cuales anteriormente se establecían como una especie de paredes que “abrazaban” a la antigua Laguna de Tlahualilo. La primera se encuentra ubicada en mayor porción en el estado de Coahuila, producto de la división geográfica de nuestro país. Incluso se puede decir que esta es parte de una división territorial natural entre Durango y Coahuila.
Respecto a la Sierra de Campana, a su alrededor se encuentran varias elevaciones como Mohóvano, Barbacoa y la histórica Sierra de Banderas. Un poco más hacia la porción norte se encuentran los cerros del Gallo y del Ojo de Agua entre otros.
Actualmente el potencial respecto a la presencia de mármol, ónix y estroncio es enorme, de ahí que se han establecido ejidos de nueva creación aglutinados en la Unión de Ejidos “10 de julio” donde convergen Alma Campesina, El Gallo, Francisco Sarabia y Nuevo Tlahualilo, los cuales focalizan su atención en la extracción de mármol, sobre todo de la variedad “crema del desierto”, lo que hace evidente la necesidad de organización y coordinación de los ejidatarios con el objeto de ser competitivos en el exigente mercado mundial

#### Hidrografía
La carencia de ríos en Tlahualilo es evidente, de ahí que sólo se registran corrientes y cuerpos de agua intermitentes. Aun así, al municipio se le asigna la pertenencia a dos regiones hidrológicas: Nazas- Aguanaval y Mapimí. Además de ello, pertenece en la mayor parte del territorio a la cuenca Río Nazas-Torreón en más del 70% y casi en la misma proporción a la Río Nazas- Canal de Santa Rosa.

#### Flora y fauna
La riqueza en la biodiversidad de la “Reserva de la Biósfera de Mapimí” es invaluable, a grado tal de constituir uno de los atractivos de esta importante zona geográfica y motivo de estudios de carácter nacional e internacional. De esta manera, basándose en sus registros, esta señala las especies de flora y fauna existentes hasta hoy en día: 

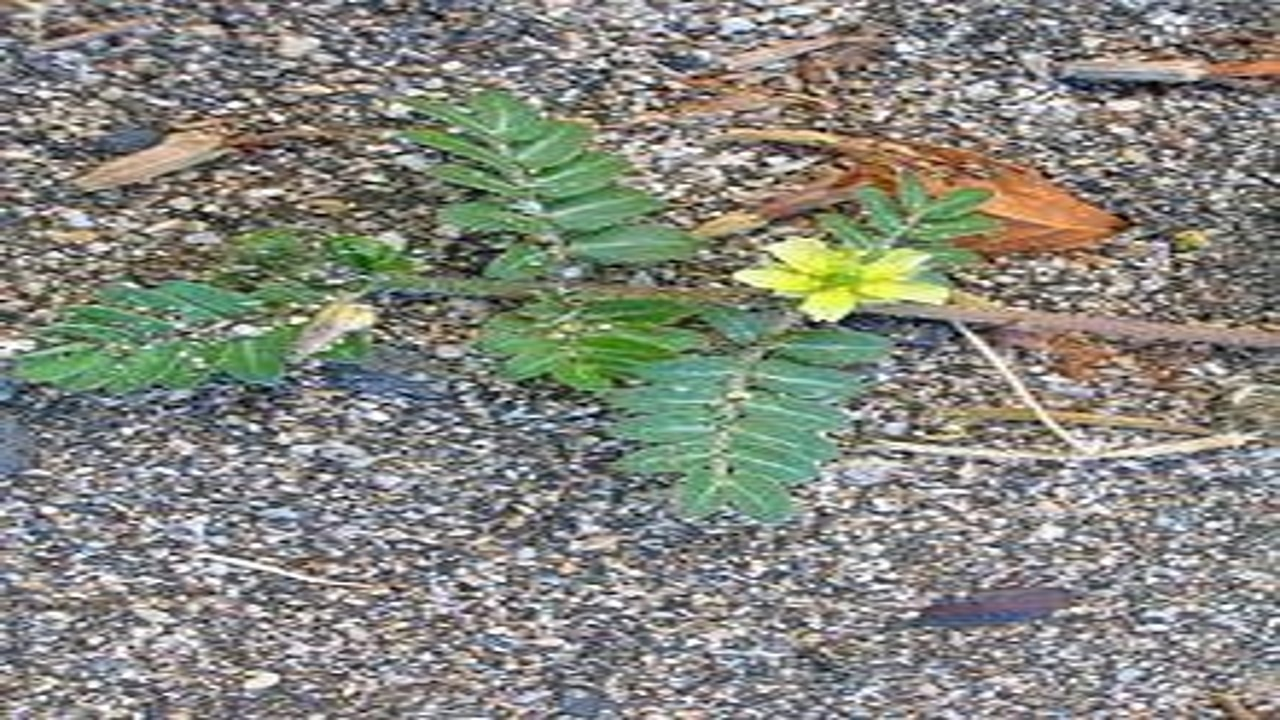
Torito (tribulus terrestris)

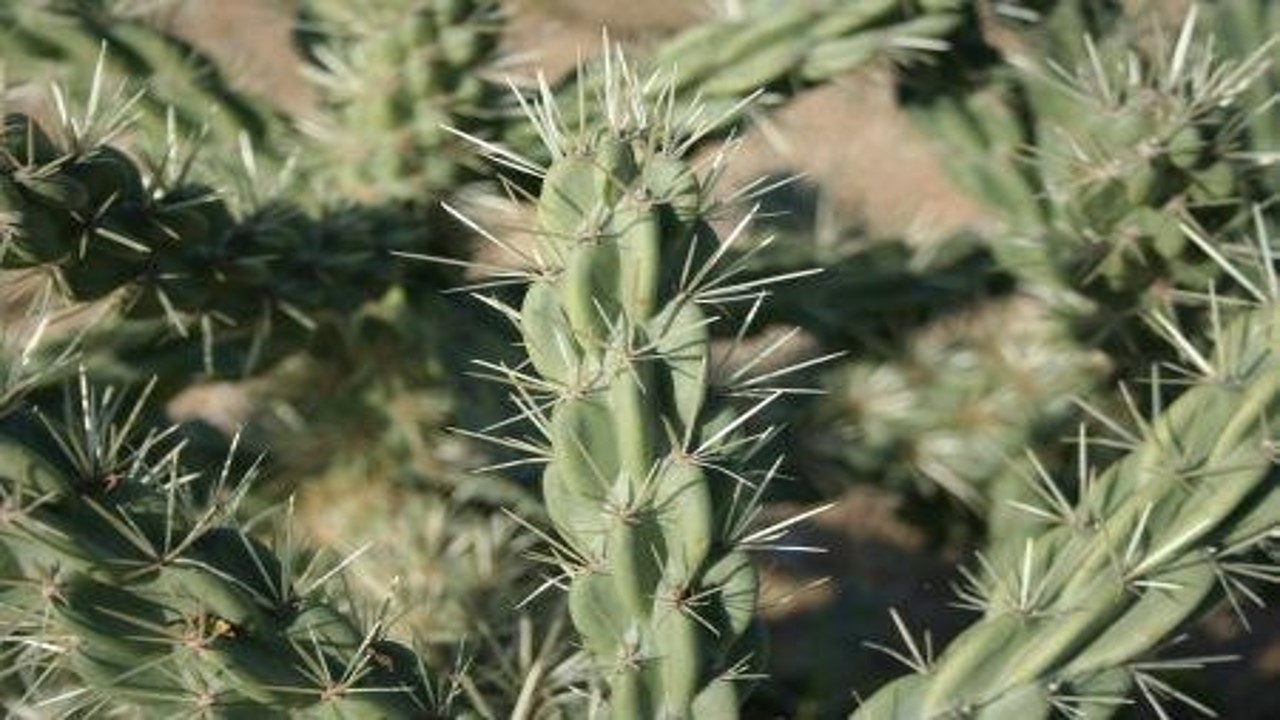
Cardenche (cylindropuntia imbricata).

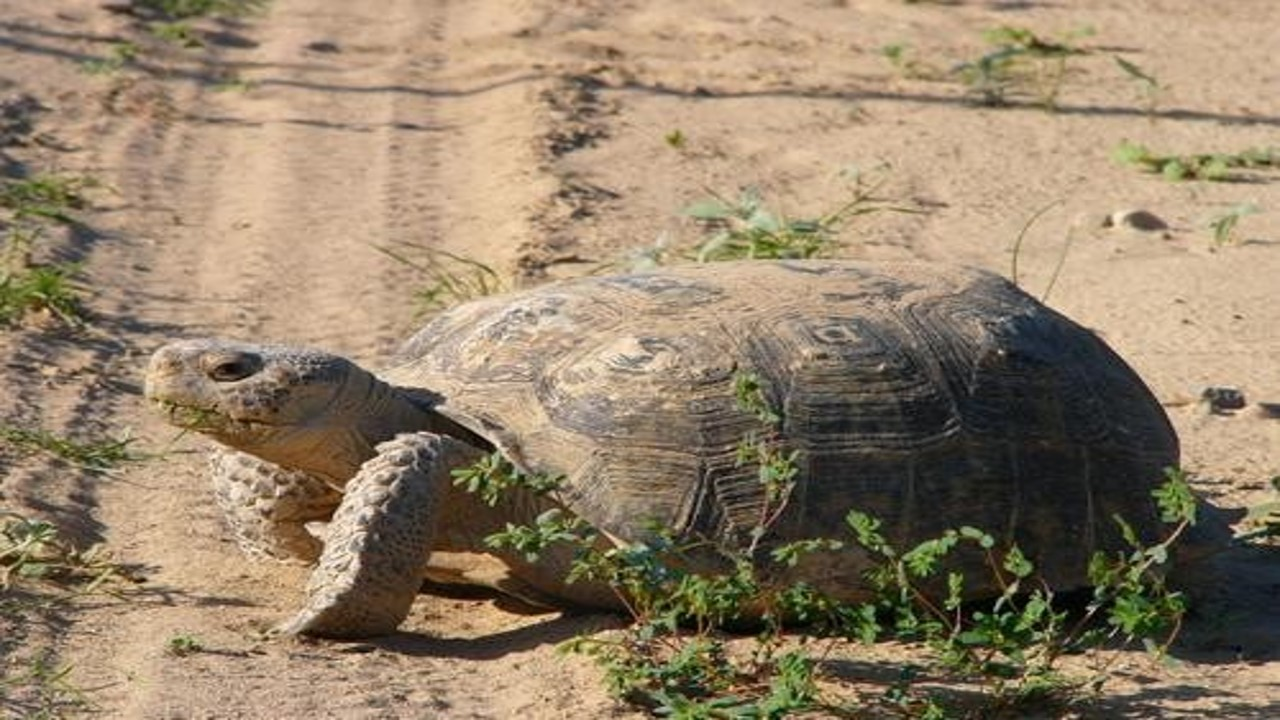
Tortuga del Bolsón (Gopherus flavomarginatus)

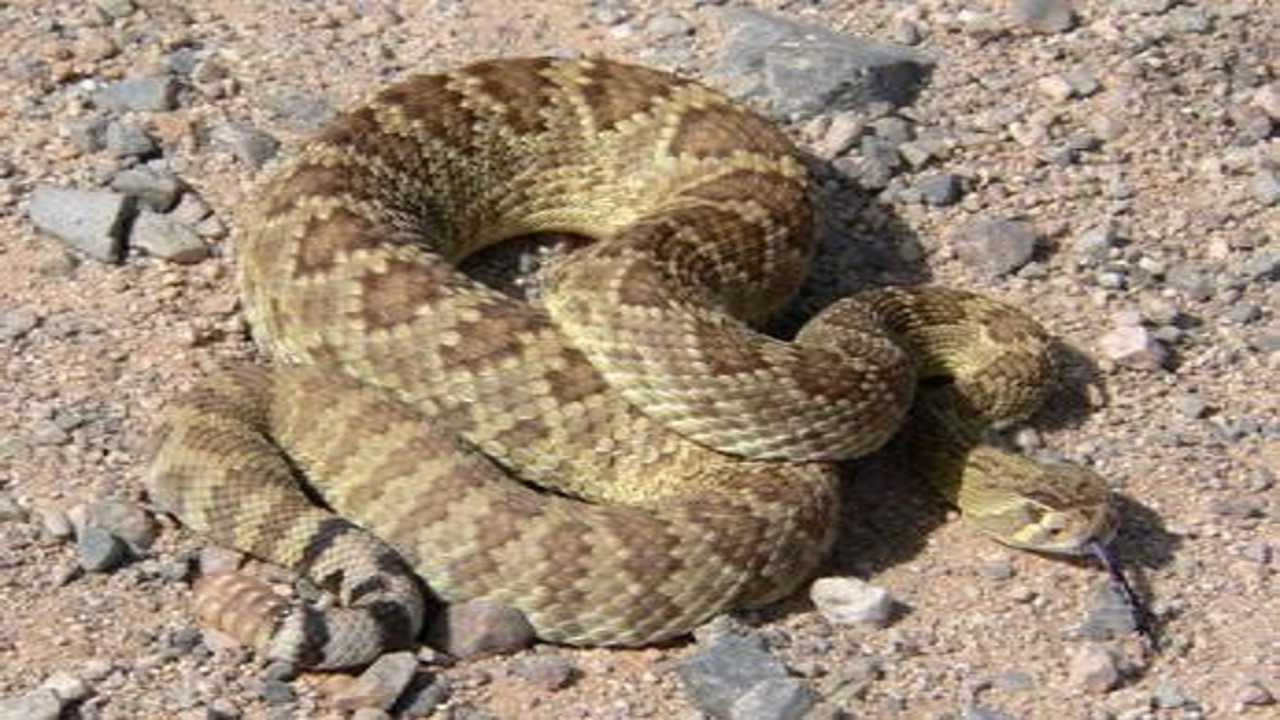
Víbora de cascabel (crotalus durissus)

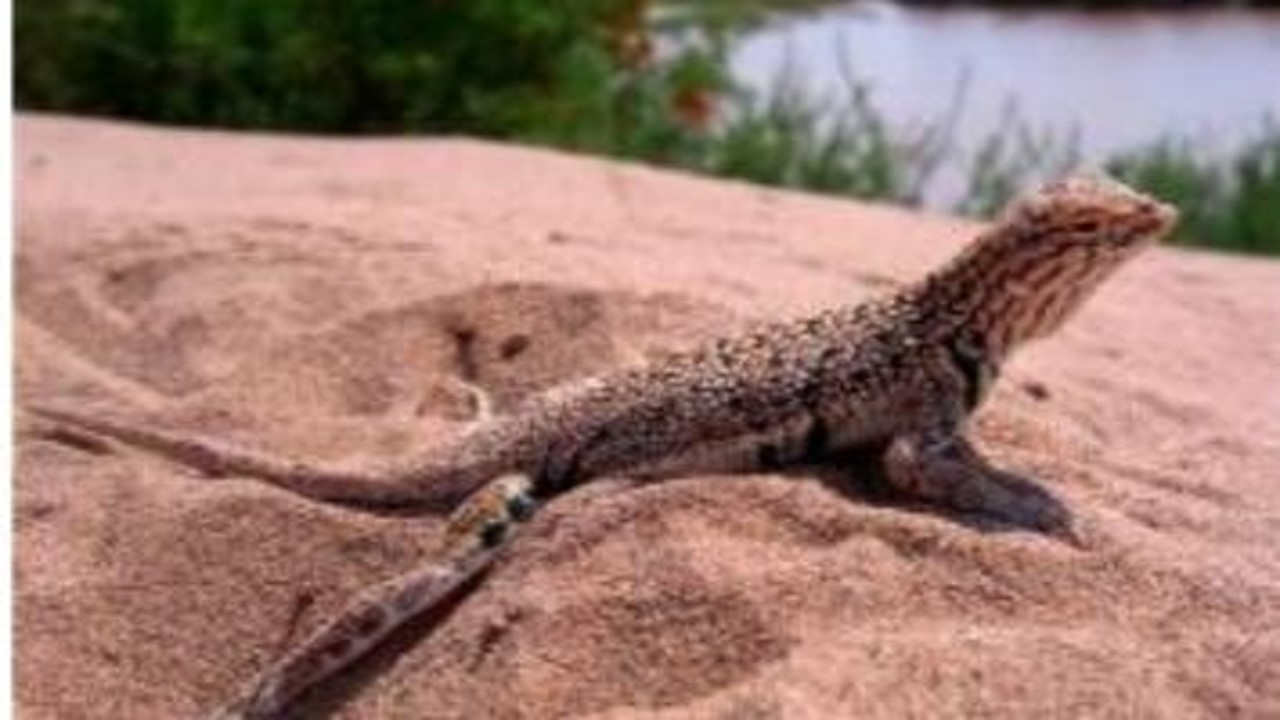
Lagartija nocturna del Bolsón de Mapimí (Xantusia bolsone).

Flora: 
| Lechuguilla, maguey, quelite, hierba de la borrega, cebollín, agrito, hierba del indio, hierba lechosa, estafiate, jarilla, alelias, tostonas, borraja, retama, hierba de la mula, hojasén, gordolobo, tata Lencho, catarrillo, girasol, hierba del venado, mariola, limoncillo, ojo de chanate, cerraja, capitancilla, hierba hedionda, lampote, cadillo, palomitas, guajillo, chaparro prieto, hierba del gusano, blanca nieve, tepalcata, guapilla, salvilla, borrachitos, biznaga, peyote, viejito, cardenche, tasajillo, nopal cegador, nopal rastrero, perritos, ejotillo, hierba del pollo, amapola, hierba de la vergüenza, palo blanco, manto, camelina, melón loco, comida de víbora, saladillo o quelitillo, costilla de vaca o chamizo, rodadora, saladitos, hierba del cáncer, encinilla, candelilla, hierba de la golondrina, hierba de bolitas, sangre de drago, frijolillo, guajillo, huizache, uña de gato, huizachillo, coquillo, hierba chivos palotes, popotillo, mezquite, ocotillo, hierba de la ventosidad, junco, chía, sotol, palma, ortiguilla, insecto, amapola, tomatillo, malva de castilla, cáscara de sandía, hierba del negro, toritos, cuernitos, hierba de la hormiga, hierba de la mosca, hierba del renacuajo, hierba del burro, linda tarde, tres barbas, zacate tres barbas, zacate banderita, zacate navajita, zacate palmito, zacate punta blanca, zacate ladera, zacate colorado, zacate telaraña, zacate rizado, zacate pinto, zacate mezquite, zacate bufel, carrizo, zacate alfombrita, zacate |

Fauna:
| Zopilote común, aura cabeza roja, águila pescador, milano blanco, aguilucho lagunero, gavilán pajarero, gavilán lagunero, aguililla negra común, aguililla puntas negras, aguililla cola blanca, aguililla aura, aguililla cola roja, aguililla real, lechuza común, tecolote cornudo, mochuelo pigmeo, lechucita llanera, búho orejón, búho llanero, codorniz escamosa, paloma alas blancas, paloma huilota, tortolita común, cuclillo pico amarillo, correcaminos norteño, aguador zumbón, tapacaminos toro viejo, vencejo negro, vencejito pálido, vencejo vientre amarillo, colibrí pico ancho, colibrí pico curvo, colibrí garganta negra, colibrí zumbón, colibrí cobrizo, marín pescador norteño, marín pescador verde, chupasavia vientre amarillo, chupasavia frente roja, carpintero rayado, carpintero güitio, tengofrío de chaleco, tengofrío silbador, mosquerito, mosquerito gris, mosquero boyero, mosquero llanero, mosquero cardenalito, madrugador cenizo, madrugador pálido, alcaudón común, vireo saucero, vireo de antifaz, vireo gris, cuervo llanero, cuervo común, alondra cornuda, avión morado, avioncito verdiazul, avioncito carablanca, avioncito alas rasposas, avioncito zapador, golondrina risquera, golondrina cuevera, golondrina común, baloncito, matraca desértica, saltapared roquero, saltapared barranqueño, saltapared tepetatero, picuchita norteña, picuchita lagunera, reyezuelo común, perlita cola blanca, perlita cola negra, zorzal cola cobriza, cenzontle norteño, cuitlacoche pico recto, cuitlacoche manchado, bisbita americana, bisbita llanera, chinito, floricano, chipe cabeza gris, chipe corona naranja, chipe rabadilla naranja, chipe rabadilla castaña, chipe rabadilla enmascarado, chipe de antifaz, chipe trepatroncos, chipe cabeza dorada, pavito norteño, chipe dorado, chipe cabeza rayada, verdín hornero, verdín lagunero, verdín pantanero, mascarita común, verdín encapuchado, verdín corona zafiro, avispero ocotero, avispero escarlata, avispero alas negras, rascador verduzco, rascador pardillo, zacatonero alondra, zacatonero rayado, zacatonero roquero, chimbiquito capirotado, chimbiquito pálido, chimbiquito llanero, chimbiquito plomizo, gorrión hombros castaños, gorrión arlequín, gorrión garganta negra, gorrión turquito, gorrión llanero, gorrión chapulín, gorrión de tirantes, gorrión apizarrado, gorrión corona blanca, escribano de collar, cardenal desértico, picogrueso azul, colorín pecho canelo, colorín morado, colorín siete colores, tordo charretero, triguero cara blanca, triguero cara oscura, tordo cabeza amarilla, tordo ojos de lumbre, zanate común, tordo ojos rojos, tordo cabeza castaña, calandria castaña, calandria enmascarada, calandria desértica, pinzón común, dominiquito común, dominiquito norteño, zampullín pico grueso, zampullín cuello negro, cormorán común, garzón cenizo Garzón blanco , garcita nívea, garcita chapulinera, garcita verde, martinete corona negra, martinete enmascarado, ganso frente blanca, ganso nival, ganso de Ross, ganso canadiense, pato friso, pato silbón, pato mexicano, cerceta alas azules, cerceta canela, pato cuchara, pato golondrino, cerceta alas verdes, porrón coacoxtle, porrón colorado, porrón de collar, porrón boludo, patito blanco, patito tepalcate, polluela parda, gallareta común, grulla ceniza, chorlito pálido, chorlito tildío, chorlito llanero, monjita, avoceta, archibebe grande, archibebe chico, archibebe solitario, alzacolita, zarapito pico largo, aguja canela, playero pico grueso, playero chico, playero pecho canelo, agujeta pico largo, agachona común, falaropo pico fino, gaviota reidora, gaviota patas rosadas, charrán capirotado, fumarel común, tortuga del bolsón, venado bura, zorra, puma, lince, culebra, víbora cascabel, lagartija de arena, coyote, zorra norteña. |

## Demografía

### Localidades
En el censo de 2020 el municipio de Tlahualilo contaba con 54 localidades.
| Código INEGI      | Localidad                  | Población (2020) |
| ----------------- | -------------------------- | ---------------- |
| 100360001         | Tlahualilo de Zaragoza     | 9 101            |
| 100360034         | El Lucero                  | 2 607            |
| 100360027         | San Francisco de Horizonte | 1 617            |
| 100360063         | San Julio                  | 1 111            |
| 100360030         | Jauja                      | 1 102            |
| 100360009         | Banco Nacional             | 1 021            |
| Otras localidades | Otras localidades          | 4 584            |
| Total municipal   | Total municipal            | 21 143           |

## Historia

### El inicio

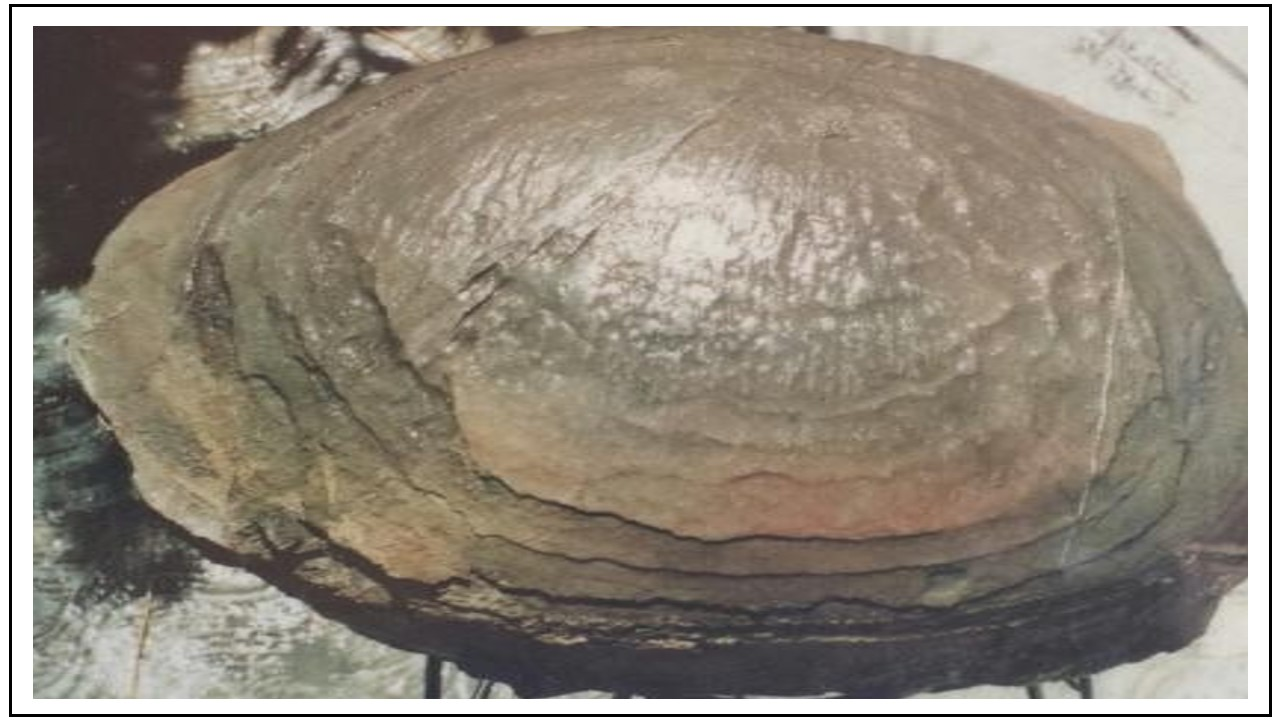
Esta enorme ostra petrificada, exhibida en el Museo Comunitario "Laguna del caimán" en Tlahualilo, Dgo., denota el pasado remoto eminentemente marítimo del municipio.

Uno de los datos más remotos respecto a los orígenes de Tlahualilo tiene que ver con el hecho de que éste formó parte de la Península de Coahuila, misma que se incrustaba en el Mar de Tetis, llamado así en honor a una de las titánides de la mitología griega. Esta masa acuática marcaba la división de las dos grandes porciones del supercontinente Pangea: Laurasia y Gondwana, siendo una especie de extensión de Panthalassa (del griego “todos los mares”) que era el inmenso océano global que rodeaba a Pangea en la última etapa del Período Paleozoico e inicios del Mesozoico.
El geólogo norteamericano Lewis B. Kellum afirmaría que durante los períodos Jurásico y Cretácico (Era Mesozoica de 200 a 65 millones de años) el Mar de Tetis cubría gran parte del actual México. De esta manera, lo que hoy es la Región Lagunera no era la excepción, emergiendo sólo la citada Península de Coahuila, que era una zona de tierras altas que ocupaban el oriente del actual estado de Chihuahua y el noreste de Durango (ubicación de Tlahualilo), mismas que penetraban en lugares específicos de dicho mar.

Kellum habría de reforzar su teoría cuando en octubre de 1962 donaría al Museo de Paleontología de la Universidad de Míchigan un estudio realizado junto a Leigh W. Mintz referente a la geología de la región, acompañándolo con muestras de amonitas extraídas de la Sierra de Tlahualilo, en su lado norte y ya en territorio de Coahuila, en lo que se conoce como la Cuenca de Francisco. 

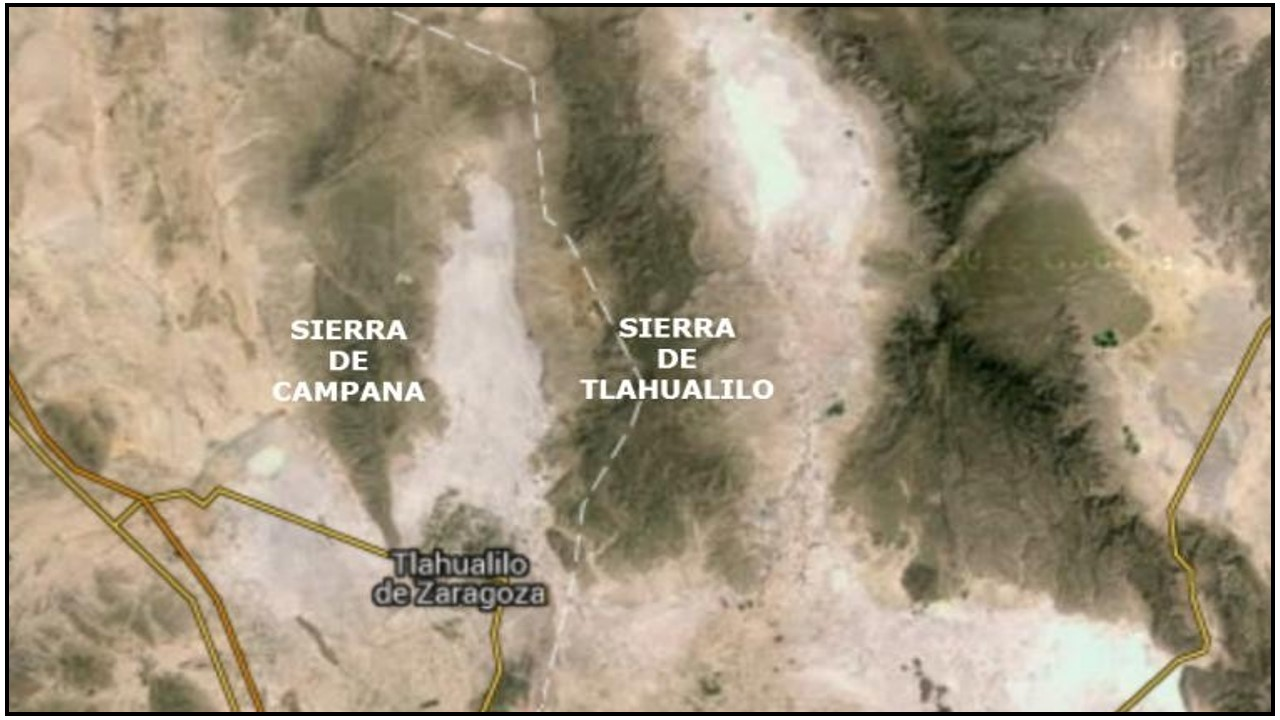
Esta imagen satelital demuestra la manera en que las sierras de La Campana y Tlahualilo "abrazaban" a la Laguna de Tlahualilo.

El inicio de la era Cenozoica daría al actual territorio de Tlahualilo una nueva configuración, cambiando de manera radical el paisaje, al convertirse en humedal, es decir, en una zona plana que generalmente se inundaba propiciando una especie de ecosistema híbrido (ciénaga, pantano, estero) en el cual convivieron seres acuáticos y terrestres. 
Esta transición llegó a un proceso de aceleración a finales del Mioceno e inicios del Plioceno en la Era Cenozoica y tuvo su punto de culminación en el desarrollo de este último (entre 5 332 000 años y 2 588 000 años), cuando se comenzaron a dar las primeras señales de la configuración de lo que hoy se conoce como el Desierto de Chihuahua, en el cual está ubicado el Bolsón de Mapimí que es la depresión relativa en la cual se encuentra enclavado Tlahualilo.

### Los primeros pobladores
Los primeros pobladores que pisaron suelo tlahualilense eran grupos nómadas representativos del México aridoamericano que llegaron al lugar hace aproximadamente 12,000 años.
Estos llevaban a cabo actividades económicas bien definidas que tenían que ver evidentemente con la caza y la recolección, aunado a la pesca
que realizaban con nasas en la Laguna de Tlahualilo, la cual se constituía en el escenario perfecto para los mismos.

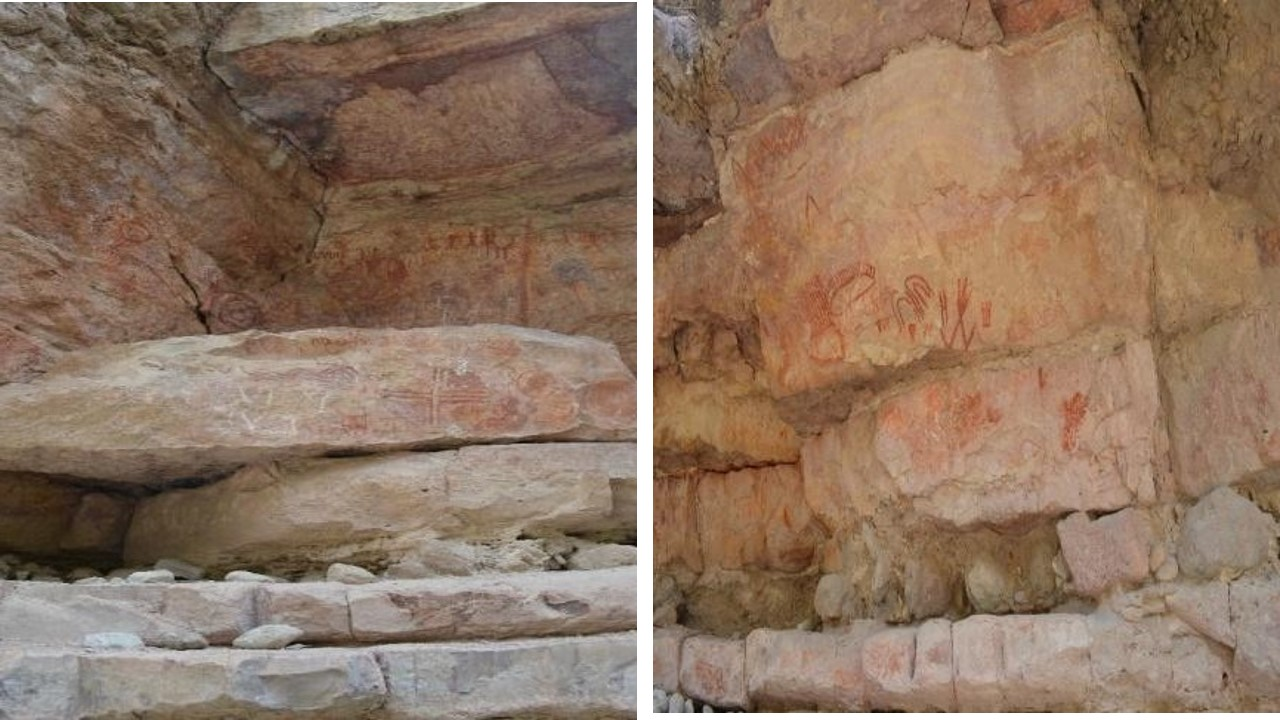
El "Altar de los indios", en la Sierra de Tlahualilo, en las inmediaciones de los estados de Durango y Coahuila.Muestra del pasado aridoamericano de la región.

Se puede decir que la zona lacustre tlahualilense era, en momentos de alta presencia indígena, un policromo escenario lingüístico expandido en un bello y espectacular hábitat natural, quizá distinto a las conocidas zonas colmadas de lagos que albergaban a los poderosos mexicas en Tenochtitlan o a los grandes artistas purépechas en occidente, pero que de igual manera impactó por su belleza a los primeros expedicionarios ibéricos.
De esta manera, irritilas, tobosos, salineros, cocoyomes, tarahumaras y tepehuanes convergían en el lugar, teniendo como características comunes las citadas actividades económicas, las teocracias como forma de gobierno y manifestaciones culturales como el mitote (el gusto por el baile vinculado a sus deidades).
Respecto al número de habitantes, el investigador Hernán Salas Quintanar señala:  “Es difícil establecer el número de población indígena que habitaba la región lagunera debido a su carácter nómada. Los cronistas españoles que llegaron hacia finales del siglo XVI hablan de 16 mil a 20 mil “almas”, otros de 12 mil y otros de 10 mil."
Se deduce que el peso cuantitativo de estos grupos no era considerable, sin embargo fueron éstos quienes dotaron de vida y dinamismo a la región, producto de sus movilizaciones permanentes debido al desconocimiento de la agricultura y la ganadería.

### La conquista
La conquista del septentrión habría de llegar a lo que hoy es la Región Lagunera tan pronto los españoles fundaron el Reino de Nueva Vizcaya. Así, habría de ser el fraile franciscano Pedro de Espinareda quien arribaría al lugar en 1566 (tres años después de la fundación de la ciudad de Durango), tras haber sido informado por nativos respecto a la existencia de una enorme laguna donde moría el Río Nazas (en alusión a la Laguna de Mayrán). Al año siguiente llegaría Martín López de Ibarra. Hacia 1568 lo haría Francisco Cano y casi una década después, en 1577, Alberto del Canto.
Casi al finalizar el siglo XVI, el español Antón Martín Zapata fue el encargado de crear la alcaldía denominada "Justicia Mayor de las Parras y lagunas y ríos de las nasas"  con el objeto de tener el control político-administrativo de la región. Para ello, dicha alcaldía se dividió en tres “partidos” con cabeceras en Parras, San Pedro y Mapimí incluyéndose en esta última San Lorenzo, San Ignacio, San Jerónimo, San Juan de la Casta (hoy León Guzmán) y el propio Mapimí. Sin duda es el antecedente más exacto y distante en tiempo respecto a la división territorial de lo que hoy llamamos Comarca Lagunera de Durango y Comarca Lagunera de Coahuila. Este parteaguas histórico dotaría de un carácter político-administrativo a Tlahualilo al constituirse como una porción del Partido Mapimí por casi tres siglos y medio.
Es en esta época cuando amplios territorios correspondientes a la zona de Tlahualilo fueron motivo de negociaciones de compra-venta por parte de poderosos personajes vinculados a la corona española como José Andrés de Velasco y los Marqueses de Aguayo.

### La independencia de México
El proceso de independencia tuvo una nula actividad en Tlahualilo, el cual en esa época (inicios del siglo XIX), se encontraba totalmente deshabitado, siendo una porción territorial de Mapimí. Tras concluir el movimiento de emancipación, el quinto marqués de Aguayo, José María Valdivieso y la condesa de San Pedro del Álamo, Doña Dolores, serían los beneficiarios de la división del enorme emporio. Sin embargo, sus fuertes adeudos propiciaron que tuviesen que vender una considerable cantidad de superficie a personajes como Carlos Sánchez Navarro, quien más adelante entraría en negociaciones con Juan Nepomuceno Flores Alcalde y José Zambrano.

### De mediados delsigloXIXa inicios delsigloXX
En el año de 1836, el poderoso hacendado duranguense Juan Nepomuceno Flores Alcalde, adquirió de los herederos del español Vázquez Borrego 132 sitios de terrenos (144 hectáreas) en la Laguna de Tlahualilo, mercedados originalmente a José Andrés de Velasco y Restán en 1756. En general, las tierras adquiridas llegaban hasta San Fernando (hoy Lerdo) y el Bolsón de Mapimí, pasando por La Zarca, San Juan Bautista de Cerro Gordo y la Mimbrera.

Fue precisamente la ingente extensión de sus propiedades el factor que lo obligó a realizar una especie de subdivisión de sus tierras, poco después, 

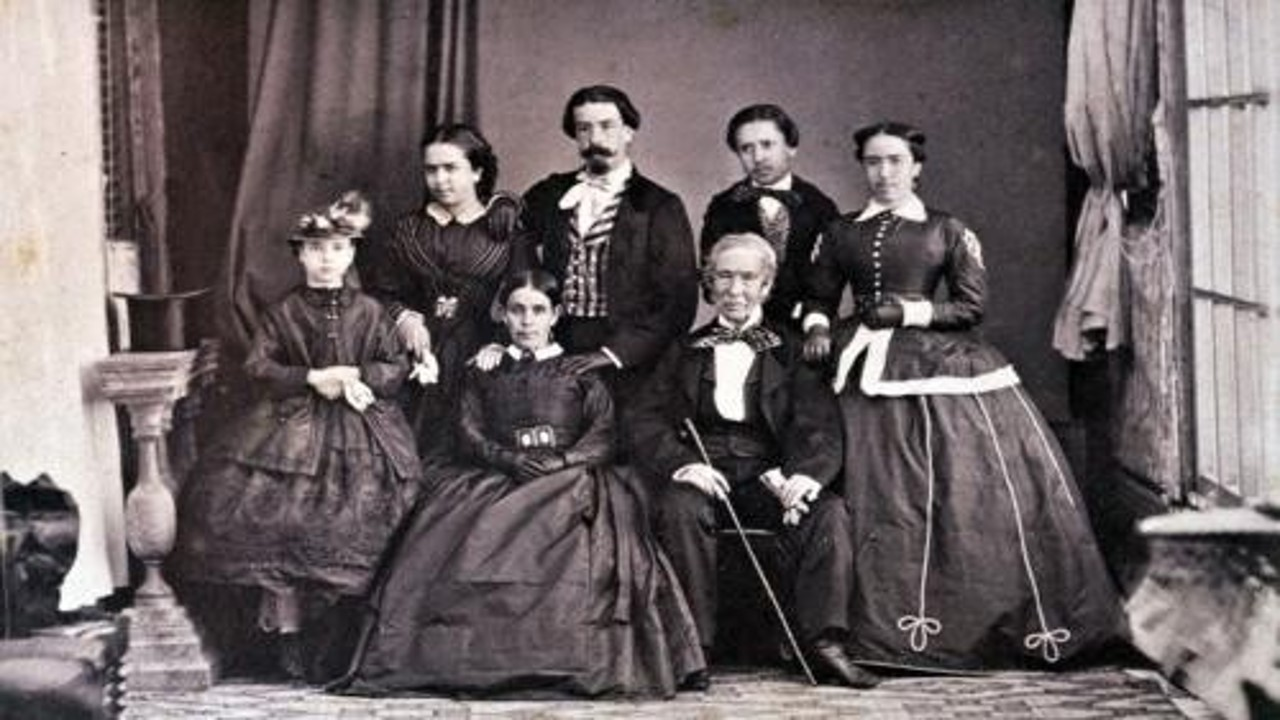
El poderoso hacendado Juan Nepomuceno Flores Alcalde y su familia. En la fotografía el rostro de todos ellos denota la angustia, pues, asentados en la Ciudad de México, habían sido informados respecto a la derrota de las tropas imperialistas, con el consecuente fusilamiento del Fernando Maximiliano de Habsburgo.

 para una mejor administración y aprovechamiento del agua del Río Nazas. De esta manera, la enorme San Juan de la Casta se fragmentó en las Haciendas de San Juan de Avilés (hoy Ciudad Juárez, Dgo.), Jesús Nazareno, San Carlos y San Fernando (hoy Lerdo), agregándose a éstas la de Tlahualilo en el lecho de la laguna ya en proceso de extinción. Con este enorme poder, se le atribuye a Flores Alcalde la introducción del cultivo del algodón que daría enorme prestigio a la región, teniendo como complemento la construcción de la presa de San Fernando a mediados del siglo XIX, la que a la postre dotaría de agua a Tlahualilo, generándose una serie de conflictos legales con los productores de la región, sobre todo cuando en 1843 el cauce del Nazas dejó de llegar a la Laguna de Tlahualilo, producto de una serie de azolves extraordinarios que cambiaron el curso de ese importante brazo irrigador.
Es necesario recordar que el siglo XIX fue testigo una serie de graves conflictos diplomáticos y militares de México con potencias como España (1829), Estados Unidos (1836 y 1846-1848). y Francia (1838 y 1862-1867), y es precisamente cuando Maximiliano de Habsburgo es impuesto como Emperador de México (1864), cuando Flores Alcalde decide unirse a su proyecto, ganándose la animadversión de los liberales mexicanos residentes en La Laguna. Así que era de esperarse que tras la derrota del primero, las repercusiones no tardarían en llegar al atribulado latifundista, el cual sufrió el decomiso de una gran cantidad de tierra aledaña a la Hacienda de San Fernando, la cual por causa de utilidad pública le fue expropiada para dar paso a la creación de la ciudad de Lerdo.

### El porfiriato y la Compañía Agrícola Limitada del Tlahualilo
La pugna entre los liberales, vencedores en contra del Segundo Imperio, se agudizó con las reelecciones consecutivas de Benito Juárez y Sebastán Lerdo de Tejada (tras la muerte del oaxaqueño), provocando el malestar entre el ala militar liberal liderada por Porfirio Díaz, el cual, viendo la imposibilidad de asumir la presidencia de la República por la vía electoral, se abalanzó contra el gobierno lerdista en lo que se conoce como la

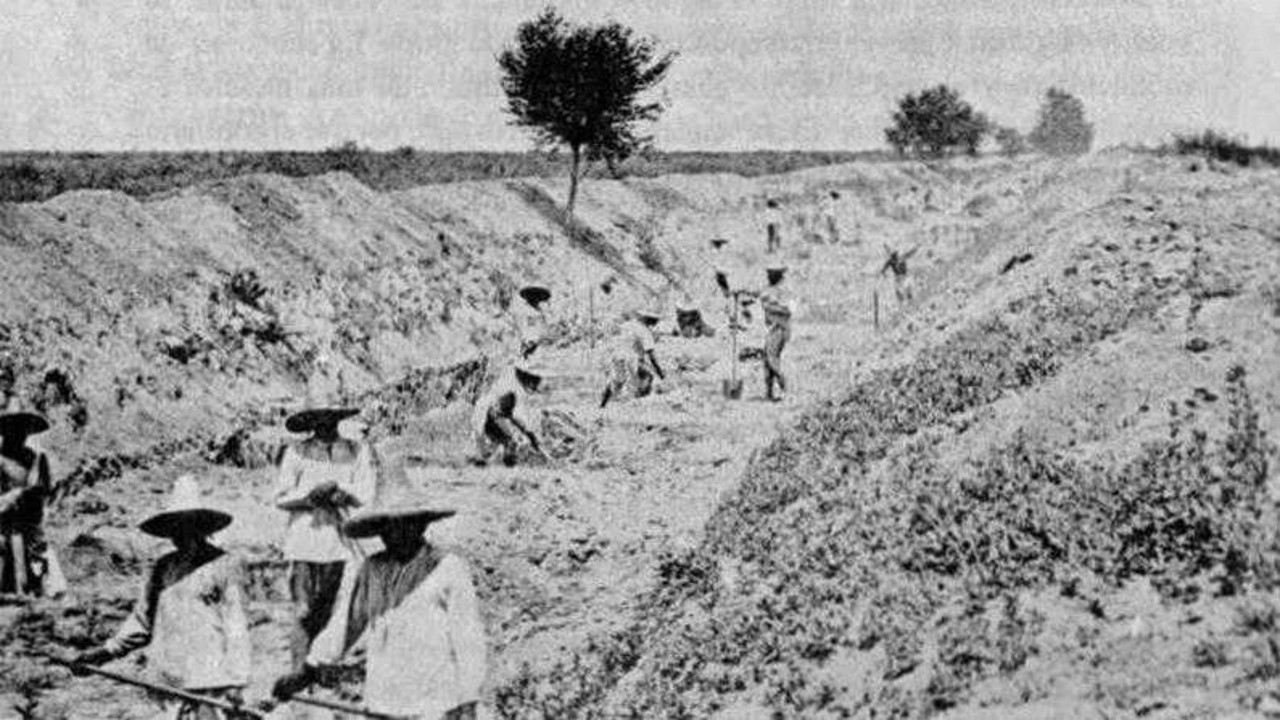
El polémico canal de Tlahualilo (63 km de longitud), se comenzó a construir a finales de 1888. La obra fue dirigida por José Farjas y se emplearon 2,000 trabajadores, ante la oposición abierta de latifundistas como Santiago Lavín y la viuda de Ignacio Jiménez, Eloisa San Martín.

Rebelión de Tuxtepec, el 10 de enero de 1876, logrando por fin su objetivo de convertirse en presidente de México.
Tras esto, Díaz inició un proceso de incipiente industrialización en el país. En el caso de La Laguna, entablaría contacto con Flores Alcalde, quien le habría de proponer un proyecto agroindustrial de enorme dimensión, privilegiando el cultivo y transformación del algodón. Este proyecto se materializaría con el nombre de Compañía Agrícola Limitada del Tlahualilo. 
Es así como Díaz Mori enviaría a dos operadores fundamentales para la cristalización de dicho proyecto: primero arribaría Juan Llamedo, español, nacido en la calle del Llobu en Ceceda,(Asturias), luego llegaría en abril de 1887, José de Teresa y Miranda, poblano también de ascendencia asturiana, representante legal de la Compañía y concuño del dictador. Ambos le darían poderío a la empresa, la cual cambiaría su razón social por Compañía Agrícola, Industrial, Colonizadora, Limitada del Tlahualilo.
Las características de la misma la convertían en un verdadero emporio. La investigadora Lourdes Romero Navarrete la describe así: 
"...La Compañía Agrícola Limitada del Tlahualilo se fundó en 1885 en la villa de Lerdo, entonces cabecera del distrito de Mapimí, en el estado de Durango, y contó entre los accionistas originales con Juan Nepomuceno Flores, a quien ya se ha hecho referencia como uno de los propietarios más fuertes en La Laguna. La participación de Flores fue definitiva ya que vendió los terrenos donde se asentaría la empresa, equivalentes a 25 sitios de ganado mayor (44 000 hectáreas) localizados al norponiente de La Laguna, en la zona conocida como Tlahualilo, pero además se comprometió a permitir la apertura de un canal en su hacienda de San Fernando (en la ribera superior), a partir del cual se llevaría el agua para regar los terrenos de la empresa, hecho que de inmediato puso en crisis los habitualmente frágiles acuerdos entre los usuarios del río..."

En pleno apogeo de la misma, se llegaron a explotar cinco productos agrícolas: algodón, maíz, trigo, frijol y garbanzo; y se industrializaban tres marcas de jabón —México, Marfil y Oscuro—, además de pasta y borra de algodón. Así, para 1895 la Compañía contaba ya con varias 

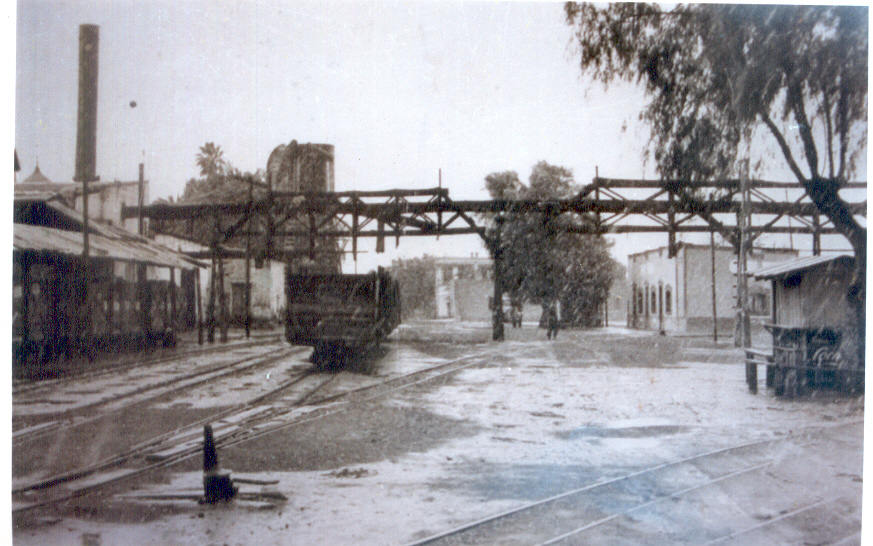
La Compañía del Tlahualilo (Hacienda de Zaragoza), en pleno auge. (Fotografía Pad Prod).

fincas: Oquendo, Pamplona, Rosas, Iberia, Eva, Zacate, Carolina, Providencia, Campana y Zaragoza. Esta última, en calidad de hacienda de concentración, era el centro de las negociaciones. Ahí se encontraba el despepitador de algodón, la fábrica de aceites y jabones, el dínamo para el alumbrado de todos los edificios de la hacienda, las escuelas para niñas y niños, un hotel, una botica y otros muchos inmuebles. Más adelante se sumarían Córdoba, Barcelona y Ceceda.
En las postrimerías del siglo XIX, la empresa llegó a la quiebra, producto de los malos manejos financieros del Consejo de Administración, presidido por Juan Llamedo, de tal forma que el 2 de mayo de 1899, Llamedo era separado de la Compañía, cediendo el control de la misma a dos consejeros ingleses: Charles Paul Mackie y W.B. Bull. El asturiano saldría de Tlahualilo el 22 de junio de 1899. Jamás regresaría.

### Los primeros trazos de Tlahualilo
Fue hasta finales del siglo XIX cuando se inició el diseño de lo que hoy es la cabecera municipal, correspondiendo al afamado arquitecto asturiano José Farjas el trazo de la misma. Cabe señalar que este profesionista estuvo involucrado en la construcción del canal San Fernando-Tlahualilo y en diversas edificaciones asentadas en las actuales ciudades de Torreón, Gómez Palacio y Cd. Lerdo.
 Así, la construcción de la llamada Casa Grande iniciaría en 1892, sufriendo un viraje en el estilo de la misma al llegar los empresarios ingleses a administrar la también llamada Hacienda del Tlahualilo. De esta manera, la elegancia de la mansión de 61 habitaciones distribuidas en tres pisos iba a tono con el estilo británico-victoriano que imperaba en esa época y daba el confort suficiente a los altos mandos de la misma, pues incluso las paredes del inmueble eran huecas debido a que se forraban con algodón, lo que les daba una sensación térmica agradable independientemente de la temporada. 

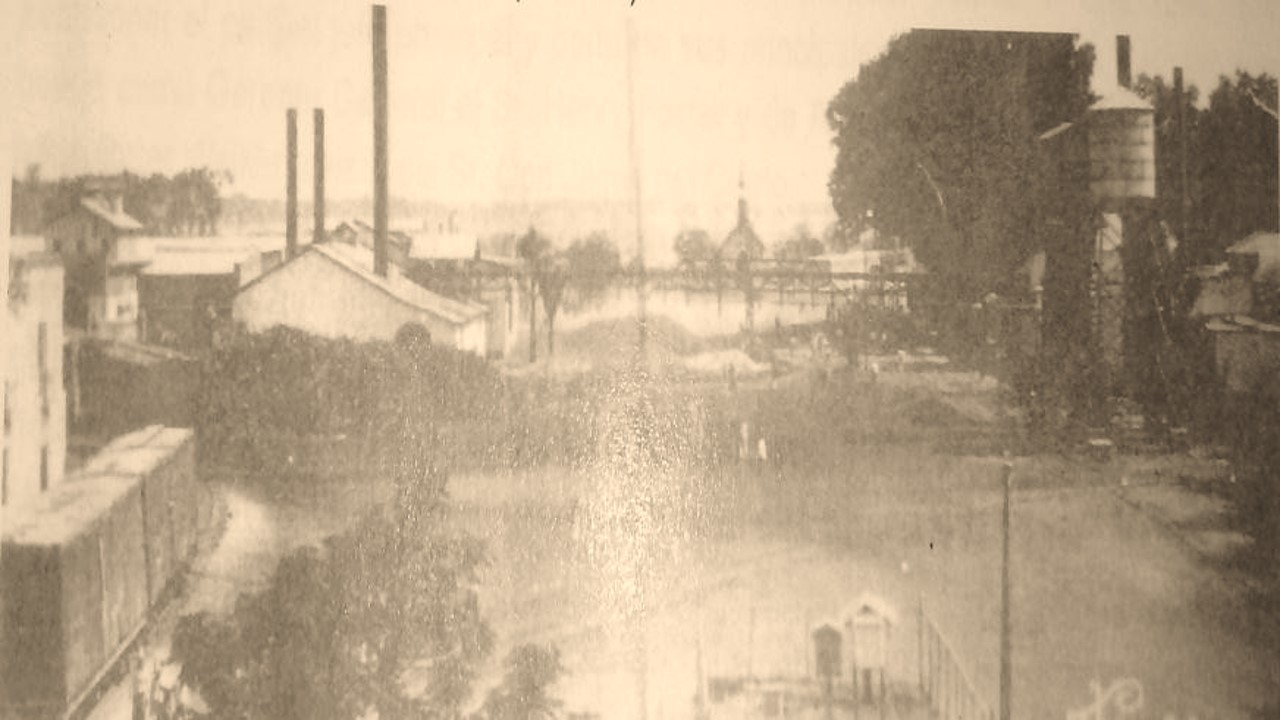
La Hacienda de Zaragoza, zona de concentración de la Compañía del Tlahualilo, la cual contaba con todos los servicios básicos que se ameritaban, en un ambiente con características globales en el cual convivían personas de diferentes nacionalidades.

  Dos años después, en 1894, se construiría la capilla de nuestra Señora del Pilar, a la par con la idiosincrasia española vinculada a su arraigado catolicismo que se manifestó en esta significativa obra. De esta manera, el nombre de la capilla estaba enlazado con la Virgen patrona de Zaragoza, España y cuya devoción surgió en el año 40 de nuestra era, según la tradición, producto de una aparición “en carne mortal” de la Virgen María a Santiago el Grande, dejando como huella y testimonio de su visita un pilar de jaspe (rocas de superficie suave y variados colores), procediéndose a erigir sobre esa base la imagen de la Virgen del Pilar (de ahí su nombre).

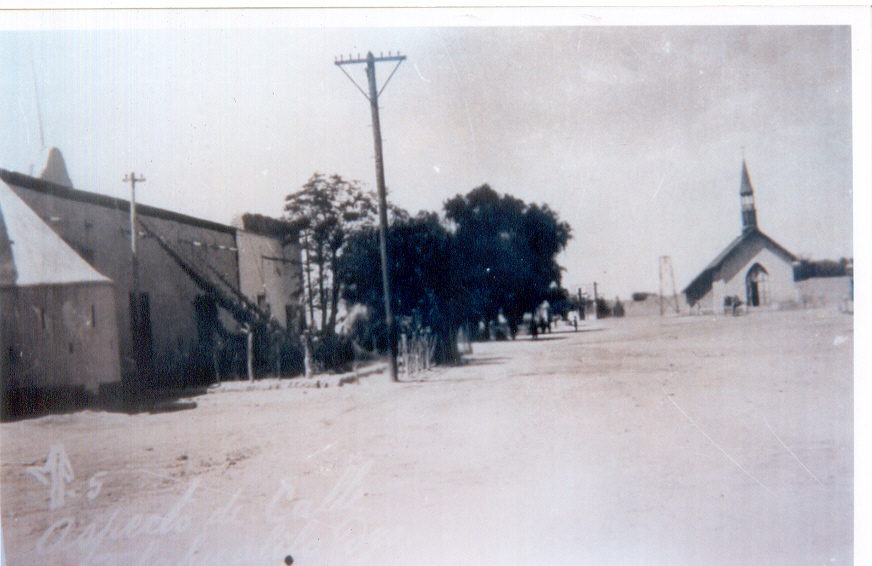
Capilla de Nuestra Señora del Pilar...el inicio. (Fotografía Pad Prod Producciones).

La bendición de la capilla estuvo a cargo del cura Don Antonio Aguilar, siendo interpretadas “Ave María”, “Gloria” y “Te deum” por un coro dirigido por el insigne maestro Alberto M. Alvarado.
Asimismo, durante la presencia española, se mandó construir un área de esparcimiento y diversión que el Prof. y Lic. Sandoval Ceniceros describe de manera amena en la "Monografía de Tlahualilo":
```
"...Como buenos españoles y empleados de su Compañía, estos señores mandaron construir un redondel de adobe que destinaron primero como una plazoleta de gallos y más tarde se convirtió en la primera plaza de toros en toda la región Lagunera. Ese mismo redondel existe en la actualidad..."
```

### El ferrocarril
Los antecedentes señalan que hacia 1883, siendo Presidente de la República Manuel González, llegó a la región de Mapimí el Ferrocarril Central Mexicano, que unía a la Cd. de México con el antiguo Paso del Norte (Ciudad Juárez). En ese tiempo, la poderosa empresa minera Peñoles, con capital predominantemente alemán tenía ubicadas sus instalaciones en el municipio vecino. Para ese entonces, dicha compañía explotaba una parte de la mina “La Ojuela” (llamada así en alusión a una hoja de mineral de plata). De la mina los productos eran llevados a la enorme fundidora establecida en Mapimí en donde se podían procesar hasta 150 toneladas de mineral al día. De Mapimí se construyó un enlace a Bermejillo (en honor al empresario minero José María Bermejillo, antiguo dueño de la mina de Ojuela) con el objeto de enlazarse al citado Ferrocarril Central, construyéndose para tal propósito 24 km de vías con el apoyo del Gobierno Federal. Esto se aprovechaba para trasladar la maquinaria que se importaba de los Estados Unidos.

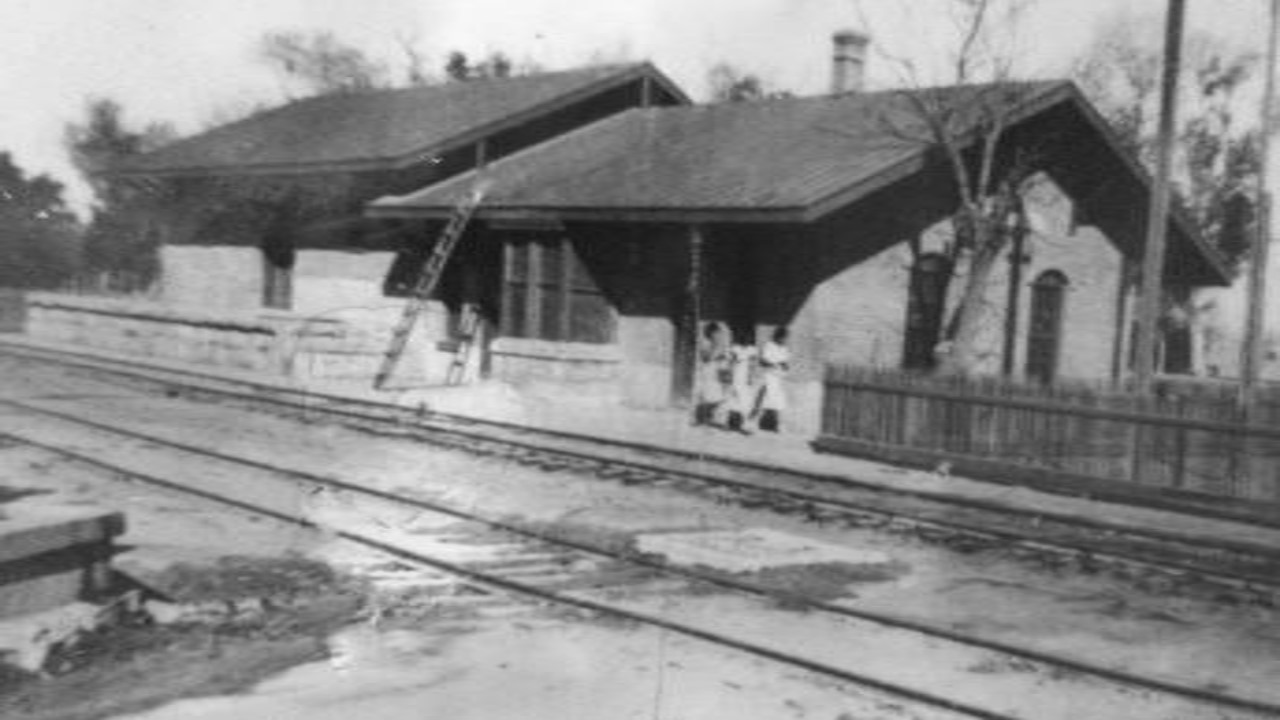
La estación del tren se ubicaba en terrenos de lo que hoy es la Escuela Secundaria General "Gral .Lázaro Cárdenas del Río" (Fotografía del Prof. y Lic. Arturo Sandoval Ceniceros).

 Ante ello, y con una visión empresarial más que evidente, se vio la posibilidad de buscar otra ruta, por lo que acto seguido, de Bermejillo se construyó un ramal con destino a la Estación de Horizonte, con un tramo de 22.5 km., desde donde a la vez se derivaba otro trayecto rumbo a la Estación de Jalapa, ubicada al sureste de la Hacienda de Zaragoza y que previamente había sido contratado por la Compañía del Tlahualilo, acorde a la resolución de su Consejo de Administración en marzo de 1895 (Libro 2º de actas, foja 57).
Para materializar el proyecto, se abrió una nueva ruta que conectaba a Tlahualilo y Horizonte con la estación Sacramento (hoy Gregorio A. García), a donde llegaba el Ferrocarril Internacional que enlazaba a Torreón con Monterrey (el mismo Consejo de Administración le otorgó el 20 de agosto de 1896 un contrato, cediendo una faja de terreno para el derecho de vía del ramal antes señalado). Este tramo ferroviario iniciaría sus funciones el 14 de septiembre de 1896.

Este tren en su recorrido hacia el norte se internaba a Eagle Pass, Texas, Estados Unidos. De esta manera, Tlahualilo se comunicaba simultáneamente con dos importantes ciudades fronterizas: la citada Eagle Pass y El Paso, ambas en el estado norteamericano de Texas a donde se transportaban pacas de algodón, harinolina, glicerina y semilla del mismo algodón. 

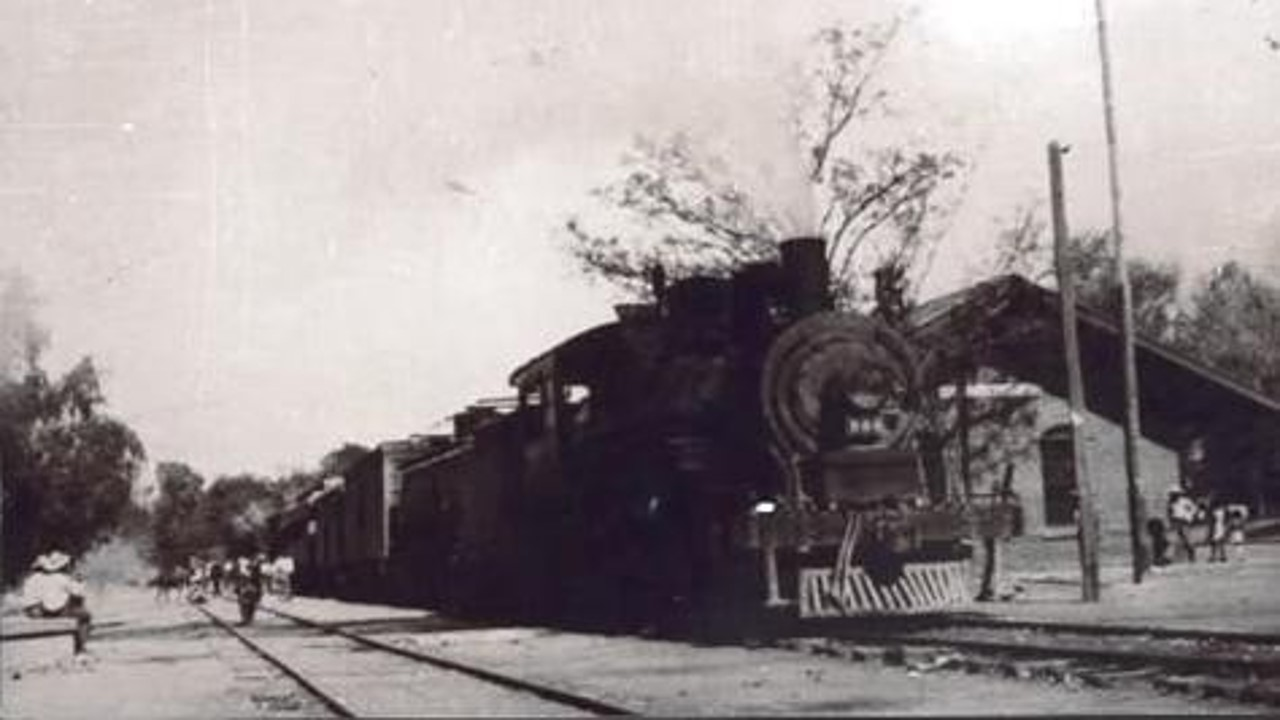
El ferrocarril partiendo de la estación de Tlahualilo a inicios del.

En pleno apogeo de la Compañía, en 1895, se trasladaron a lo que hoy es el municipio un poco más de 800 peones de raza negra, en un trabajo promovido por el obispo metodista Henry M. Turner. Éstos llegaron en ferrocarril (en ese momento sólo hasta Mapimí) procedentes del sureste estadounidense. El objetivo era hacer una especie de calca del modelo del sur del país vecino, el cual durante décadas se había fortalecido con la mano de obra de origen africano. Sin embargo, dicho experimento fracasó debido a un terrible ataque generalizado de viruela y un ambiente de inseguridad que provocó que los dueños de la Compañía jamás volviesen a pensar en esa opción.

### Tlahualilo y la Revolución Mexicana

#### La caída de Porfirio Díaz
Tras el llamado de Francisco I. Madero a iniciar el movimiento revolucionario mediante su Plan de San Luis, una de los estados donde hubo mayor eco fue Durango. En el caso de Tlahualilo, los inicios del movimiento fueron encabezados a partir de diciembre de 1910 por Sixto Ugalde y Gregorio A. García. Para el año siguiente (mayo), los rebeldes que actuaban alrededor de Tlahualilo eran mil, la mayoría de ellos procedentes de las grandes plantaciones de la zona media del río. Aunque la zona de Tlahualilo finalmente produjo importantes movimientos campesinos, la revolución de noviembre-mayo no generó ninguna revuelta ni ningún líder nativo y popular importante. El movimiento era encabezado por gente trasplantada.

#### La rebelión orozquista
El derrumbe de Porfirio Díaz tras los Tratados de Ciudad Juárez (21 de mayo de 1911) y la consecuente llegada de Madero a la presidencia de la República (6 de noviembre), propició inmediatas reacciones entre sus partidarios, siendo dos de los más importantes quienes demostraron su disgusto por el incumplimiento, según su criterio, de lo establecido en el Plan de San Luis. Éstos fueron Emiliano Zapata y Pascual Orozco, quienes no dudaron en ponerse en contra del coahuilense con la publicación de dos sendos documentos que lo desconocían: el Plan de Ayala zapatista (28 de noviembre de 1911) y el Plan de la Empacadora promovido por Orozco (25 de marzo de 1912).

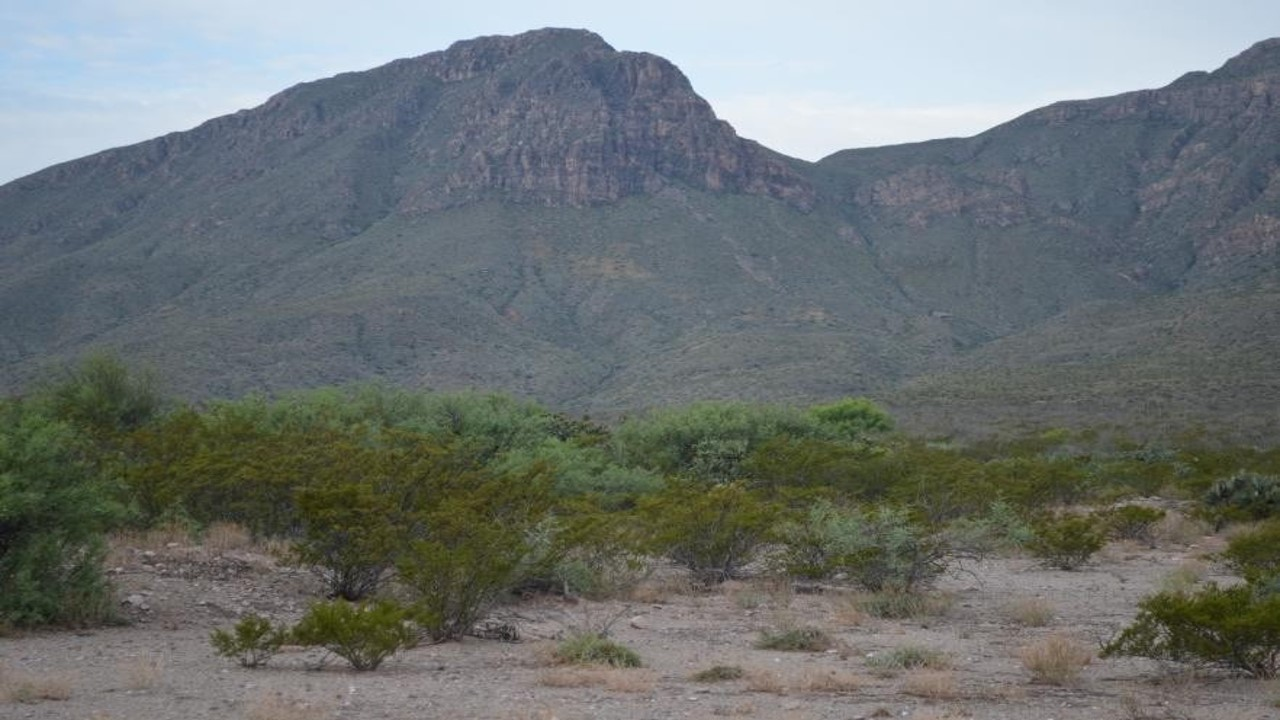
La Sierra de Banderas, mudo testigo del enfrentamiento entre Francisco Villa y los orozquistas Benjamín Argumedo y "Cheché" Campos. (12 de mayo de 1912).

Es así como este último anunciaba su decisión de llegar a la capital del país con cerca de 10,000 hombres para derrocar a Madero. De ahí que su itinerario forzosamente contemplaba el paso por la zona de La Laguna, lo que implicaba un enfrentamiento con el Ejército Federal encabezado en la región por Victoriano Huerta, quien contaba con el apoyo del llamado Ejército Irregular liderado por el antiguo aliado de Orozco, Francisco Villa.

Fueron dos los enfrentamientos en Tlahualilo: el primero suscitado en la Hacienda de Zaragoza el 8 de mayo de 1912 en la cual Villa derrotaría a los orozquistas Benjamín Argumedo y Jesús José "Cheché" Campos, siendo apoyado por el Gral. Antonio Rábago y el segundo se dio en la Sierra de Banderas cuatro días después. Ahí, los grupos orozquistas fueron obligados a replegarse ante la superioridad numérica de las tropas villistas, las cuales incluso alcanzaron mayor poderío cuando en plena retirada del chihuahuense recibieron nuevamente el apoyo de Rábago, quien llegaba procedente de la parte oriente en relación con dicha sierra, dando la estocada final, pues “con cuatro cañonazos que disparó, acabó el enemigo de desbandarse”. El resultado fue la captura de 600 caballos, diez carros de provisiones, monturas, rifles y municiones. En dicho combate también se involucraron las tropas del Gral. poblano Fernando Trucy Aubert y "después de horas de combate, pudieron desalojar a los rebeldes de su posición en Cerro de Banderas, con el apoyo de la artillería del teniente coronel (Guillermo) Rubio Navarrete y reforzados por los batallones Xico, Ferrocarrileros y Mariano Escobedo, con lo que se dio el asalto final. 

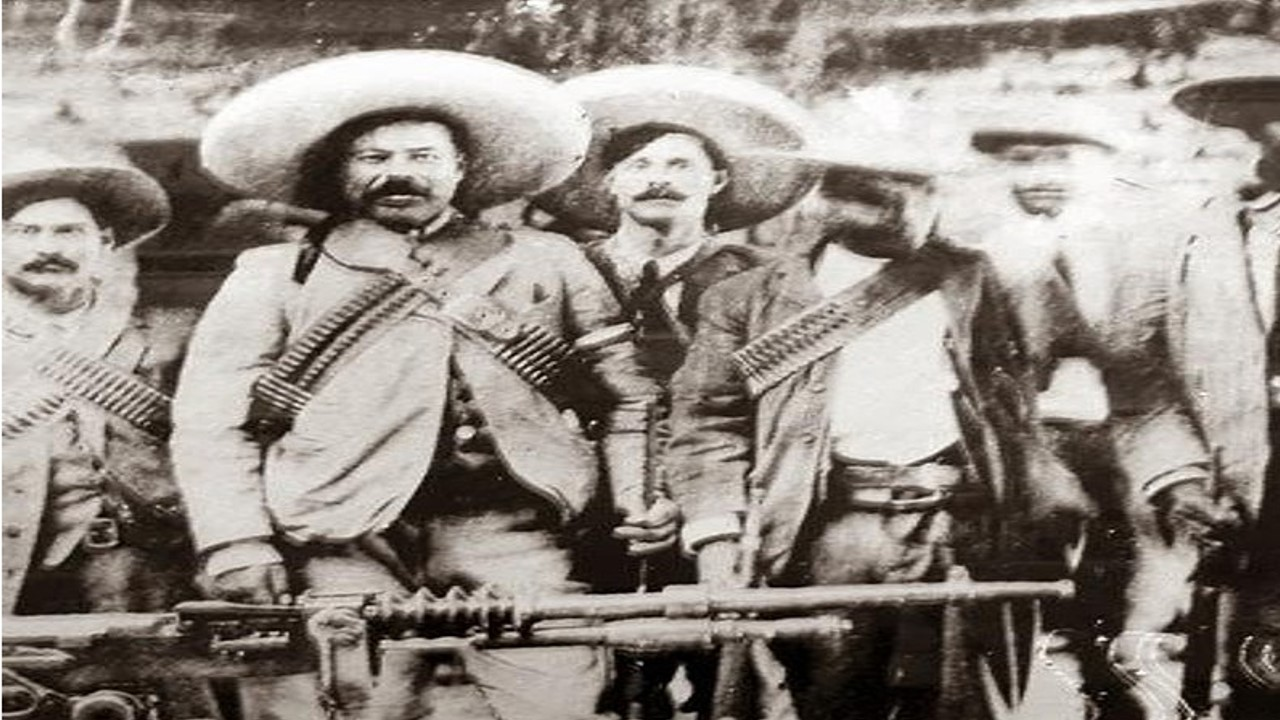
Villa en Tlahualilo, tras vencer a los "colorados" orozquistas el 8 de mayo de 1912. (Fotografía Archivo Histórico de Durango).

#### La llegada de Victoriano Huerta al poder
La animadversión entre Villa y Huerta era evidente, a grado tal de que tras la derrota de Orozco, el primero decidió acusarlo del robo de una yegua a un hacendado local, lo que propició el traslado de Villa a la Ciudad de México, siendo recluido en Lecumberri el 7 de junio de 1912 y trasladado a Santiago Tlatelolco el día 7 de noviembre.
Encarcelado éste, Huerta habría de encontrar un poderoso aliado: el embajador de Estados Unidos en México, Henry Lane Wilson, quien veía con desagrado al gobierno maderista. De ahí su interés en que Villa permaneciera en prisión, acusándolo de un ataque a la Hacienda de Tlahualilo, en la cual habitaban una cantidad importante de ciudadanos estadounidenses. Al respecto Friedrich Katz señala: 
"...El embajador de Estados Unidos hizo cuanto pudo para que Villa siguiera en prisión y hasta intentó hacerlo ejecutar. Esa hostilidad le mereció incluso una reprimenda del Departamento de Estado en Washington. Según sus memorias (no siempre confiables), tras el ataque de Urbina contra la Hacienda de Tlahualilo, fue a ver a Madero y le exigió que hiciera arrestar a Villa. “Él (Madero), cuestionó la confiabilidad de mi información, diciendo que Villa era un patriota y un caballero honorable”. Wilson realizó otra investigación y una vez más fue a ver a Madero. “Para mi sorpresa, de nuevo impugnó el carácter del testimonio que me habían dado y pareció inclinado a mantener su posición; entonces, tranquila, pero formalmente, le solicité que de nuevo “arrestara a Villa y lo sometiera a consejo de guerra”, decidiendo emplear la amenaza de una intervención militar..."
Sin haber pruebas tangibles de este hecho, lo cierto es que la presión de Lane Wilson aumentaba, logrando que se iniciara una investigación sobre el accionar de Villa en el momento del ataque contra la Hacienda de Tlahualilo. Para Katz la investigación demostró que “no solo las acciones de Villa en relación con el asunto de Tlahualilo habían sido atestiguadas en la nota del embajador, sino éste también señalaba que Villa había cometido numerosos actos de bandidaje y salvajismo contra intereses extranjeros”. Es decir, el caso tlahualilense era la punta de lanza de los pretextos de Lane Wilson en su perniciosa estrategia, la cual, en muchos de los casos mostraba supuestas decisiones unilaterales que la diplomacia de su país fingía desconocer.
Finalmente, Villa se fugaría de Santiago Tlatelolco el 26 de diciembre de 1912 y casi dos meses después, el 22 de febrero de 1913, Madero y el vicepresidente José María Pino Suárez serían asesinados en La Ciudadela (Decena Trágica).

#### Caída de Huerta
Recuperado Villa, éste iniciaría su acción militar en contra del huertismo, por lo que comenzaría un proceso de aglutinamiento de partidarios de su movimiento, configurándose posteriormente la División del Norte en la Hacienda de la Santísima Trinidad de la Loma de España (29 de septiembre de 1913), siendo atacado de inmediato por las fuerzas federales. De esta manera, " ...para evitar la movilización rápida de los revolucionarios, un grupo de enviados de (Emilio) Campa se trasladó a Tlahualilo, donde de manera violenta cerraron las compuertas de las represas adyacentes al Río Nazas con el objeto de anegar Lerdo y frenar a los villistas..."
Finalmente y tras arduos combates, los contingentes revolucionarios habrían de tomar la ciudad de Torreón por segunda ocasión el 2 de octubre.
Habiéndose retirado de La Laguna con el objeto de acabar con Orozco (quien había regresado de Estados Unidos, para aliarse con Huerta), Villa sufrió un duro revés el 9 de noviembre, por lo que los federales recuperarían la estratégica ciudad lagunera.
Ante ello, y ya recuperado de su derrota, Villa decidió tomarla de nuevo, por lo que inició la incursión a la Laguna, llegando a Escalón, Chihuahua el 18 de marzo de 1914. Un día después, a las cuatro de la tarde, arribaba a Conejos con un impresionante contingente que rebasaba los 8,000 efectivos, faltando por incorporarse Tomás Urbina, J. Isabel Robles y Calixto Contreras. Para ese momento ya había sido detectado por el “colorado” (mote dado a los orozquistas) Benjamín Argumedo, quien estando en Mapimí, informaba a Torreón de la movilización que realizaban las tropas revolucionarias.
Ante ello, y como respuesta estratégica, las fuerzas federales decidieron establecer soldados en Bermejillo, Mapimí, Tlahualilo y Sacramento (hoy Gregorio García), con el objeto de evitar un ataque sorpresivo, estableciendo una especie de bloque contenedor en la zona aledaña a Torreón.
Siendo analizado esto por Villa y su cuartel general, se tomó la decisión de atacar simultáneamente los tres primeros poblados, de tal forma que se propiciara una dispersión inmediata de los soldados federales ante la superioridad numérica de las tropas revolucionarias.

Dando paso a la acción, en los albores del 20 de marzo,  a las cinco de la mañana, partía de Conejos la Brigada Zaragoza comandada por Eugenio Aguirre

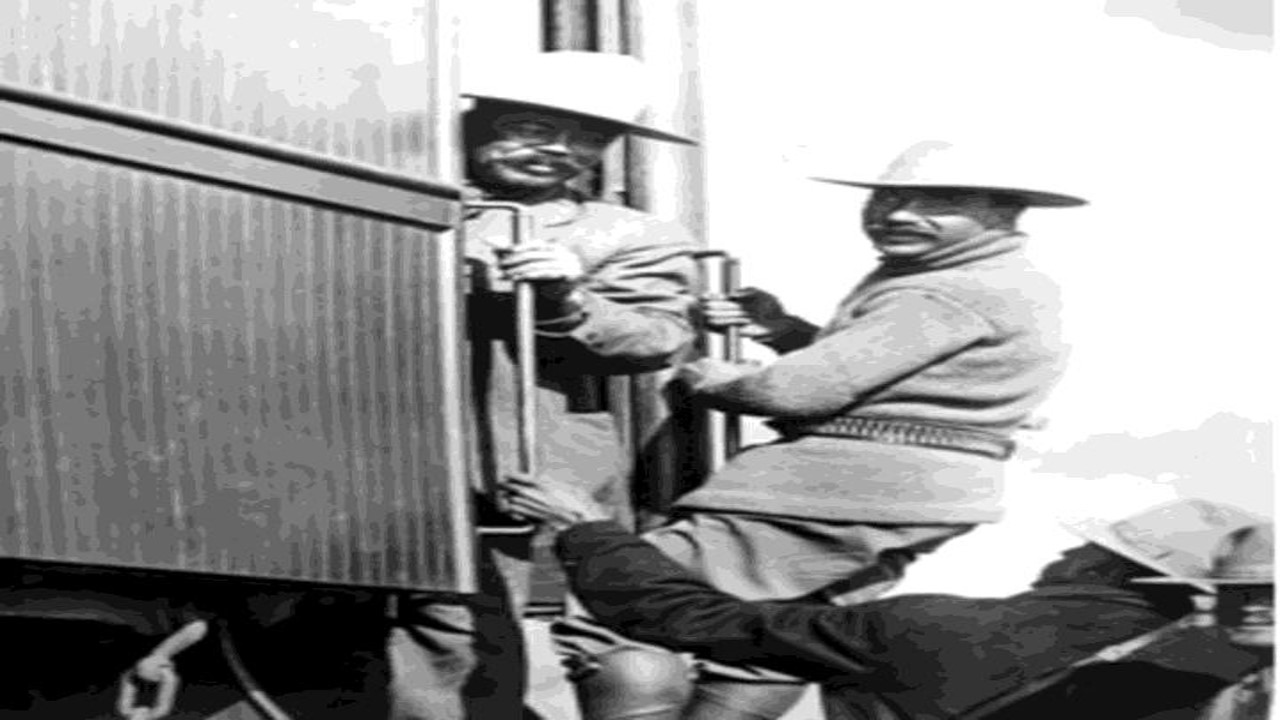
El Centauro del Norte y Eugenio Aguirre Benavides. Este último artífice del exitoso ataque a Tlahualilo, el 20 de marzo de 1914.

 Benavides, subdividida a la vez en brigadas con nombres emblemáticos: la Cuauhtémoc alusiva al último tlatoani mexica, la Guadalupe Victoria homenajeando al primer Presidente de México orgullosamente duranguense y la Madero en honor al iniciador del movimiento revolucionario. Su objetivo: Tlahualilo, que habría de ser utilizado como punta de lanza para abrir el arco que habían conformado los federales en torno a Torreón.
El ataque fue contundente, pues nuevamente se imponía el factor sorpresa, aunado a la enorme capacidad estratégica-militar que caracterizaba a Villa, respaldado por el conocimiento castrense que poseía Felipe Ángeles. Finalmente la relampagueante acción propició la caída de 60 federales a cambio de 14 bajas entre muertos y heridos. Ante la evidente superioridad de los villistas, el resto de los miembros del ejército federal huía a la estación de Sacramento, misma que sería tomada al día siguiente, preparando el ataque a Torreón.
Ya incorporados en Tlahualilo, Villa y Ángeles establecieron contacto con José Refugio Velasco, Jefe de la División del Nazas del Ejército Federal conminándolo a entregar la ciudad,  recibiendo como respuesta inmediata la negativa del militar, quien velaba armas preparándose para el inminente choque con las fuerzas revolucionarias.
A inicios de marzo, el importante bastión lagunero era recuperado. Finalmente Huerta renunciaría al poder el 14 de agosto de 1914, mediante la firma de los Tratados de Teoloyucan.

#### Ocaso del villismo y desarme en Tlahualilo
Tras el derrocamiento de Huerta, la animadversión entre el Jefe del Ejército Constitucionalista, Venustiano Carranza y Francisco Villa era evidente, por lo que la ruptura total se dio tras la Convención de Aguascalientes (10 de octubre de 1914), generándose un violento enfrentamiento entre los carrancistas (dirigidos por Álvaro Obregón)  y la dupla Villa-Zapata, la cual fue derrotada estrepitosamente, generando el gradual retiro de Villa de la actividad militar.

Finalmente, seis años después, se concretaría la deposición de las armas por parte de éste en Sabinas, Coahuila (Pacto de Sabinas o Acta de 

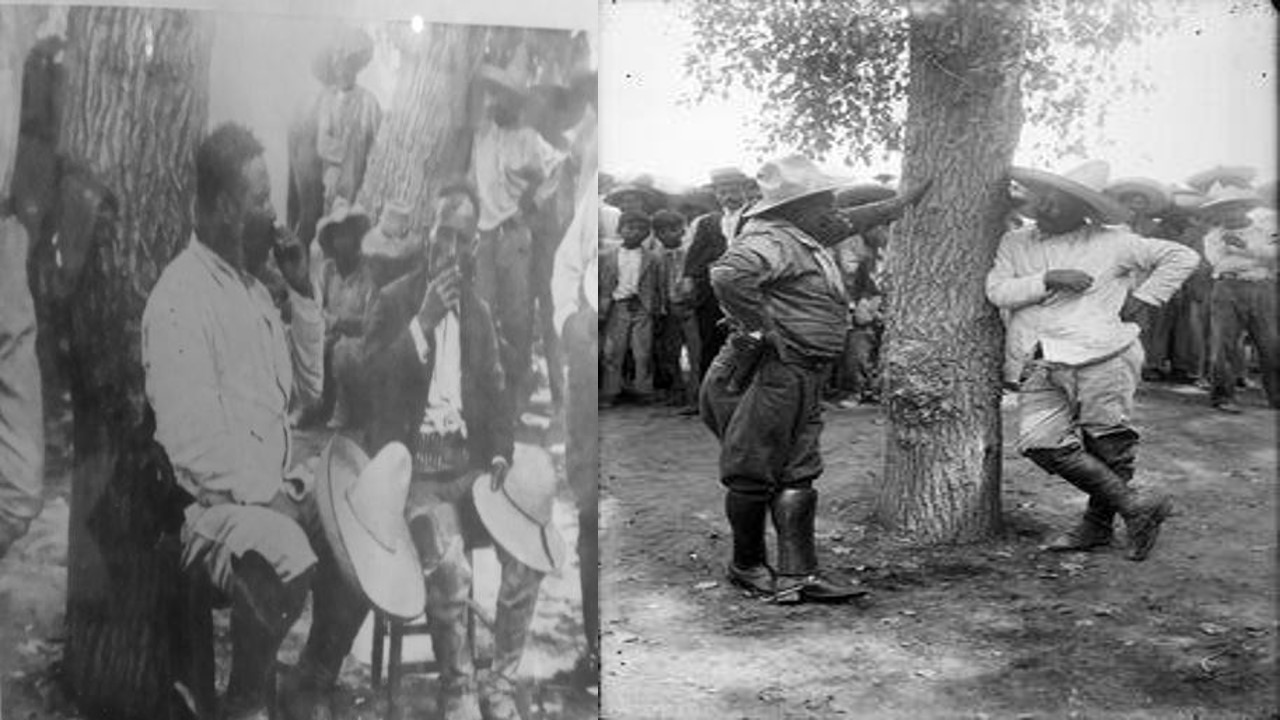
Francisco Villa durante la entrega de las armas en Tlahualilo. (Fotografías del Museo Comunitario "Laguna del Caimán" de Tlahualilo, Dgo.).

Unificación), el 28 de julio de 1920.
Luego el propio Villa acordó con los enviados del gobierno interino de Adolfo de la Huerta (Gral. Eugenio Martínez e Ing. Elías Torres) hacer la entrega física de las mismas en Tlahualilo, evento suscitado el 31 de agosto de 1920, del cual se desprendió el Manifiesto de Villa a la nación o Manifiesto de Tlahualilo, el cual señalaba:
“Consideramos que sin el afianzamiento de la paz en la República, de una paz orgánica, la reconstrucción Nacional no será posible.
Consideramos que sin esa paz la Ley y las promesas de la Revolución siempre serán burladas.
Consideramos que es forzosa la unión dentro de la Ley y de los principios Revolucionarios, por los que hemos venido luchando desde 1910, para hacer una Patria feliz, grande, fuerte y respetable,
Consideramos sobre todo que sin esa unión, inteligencia y concordia jamás dejarán de verse amenazadas nuestra soberanía, independencia e integridad del territorio.
Consideramos que en el actual régimen hay hombres de buena fe, honradez y patriotismo que pueden hacer obra salvadora Nacional, si les brindamos para ello la ocasión.
Por eso deponemos las armas y ante la nación y ante el mundo declaramos que nos retiramos desde hoy a la vida privada, soldados, oficiales y jefes del Ejército Reconstructor Nacional, protestando nunca jamás volver a combatir contra nadie más que en el ÚNICO CASO de una intervención extranjera
Al dar este paso de tanta significación y trascendencia sólo nos mueve el grande amor que le tenemos a esta tierra bendita que nos vio nacer, previo pacto que celebremos con el Gobierno general, decorosa, digna y cordialmente.
El pueblo mexicano, que supo bien de nuestras angustias, de nuestros esfuerzos y de nuestros sacrificios por la verdadera conquista de sus libertades y derechos legítimos sabrá apreciar perfectamente en esta vez nuestro desinterés y nobleza de fines. No somos inconsecuentes con nuestro programa; no traicionamos a nadie, ni nos traicionamos nosotros mismos; dejamos a los hombres del actual régimen libertad absoluta de acción, en nada obstruiremos su labor en ningún tiempo, que ya ellos, si son patriotas y buenos como lo creemos y lo deseamos, sabrán consumar nuestra misma obra y responder a su conducta ante la Nación y ante la Historia.
Al retirarnos para siempre a la vida del trabajo sabremos demostrar también a la nación y al mundo entero, que si en la lucha supimos destruir, porque fue forzoso muchas veces, sabremos igualmente, reconstruir ahora que el deber y el bien de la República, nos reclama.
CONSTITUCIÓN, REFORMA, JUSTICIA Y LEY.
Hacienda Tlahualilo, Dgo. a 31 de agosto de 1920.
Finalmente, Villa se retiraría a la Hacienda de Canutillo, al norte de Durango, acorde a lo establecido con el gobierno. Posteriormente sería asesinado el 20 de julio de 1923 en Parral, Chihuahua.

### El cardenismo y el reparto agrario
La llegada del Gral. Lázaro Cárdenas del Río a la Presidencia de la República en 1934, significó un cambio en la política agraria en el país, en el afán de atender la demanda de tierra de una gran cantidad de campesinos, siendo la Región Lagunera uno de los focos de atención del régimen.

En el caso de Tlahualilo, la aparición de los llamados sindicatos rojos, aglutinados muchos de ellos en el Sindicato de Campesinos del Perímetro del 

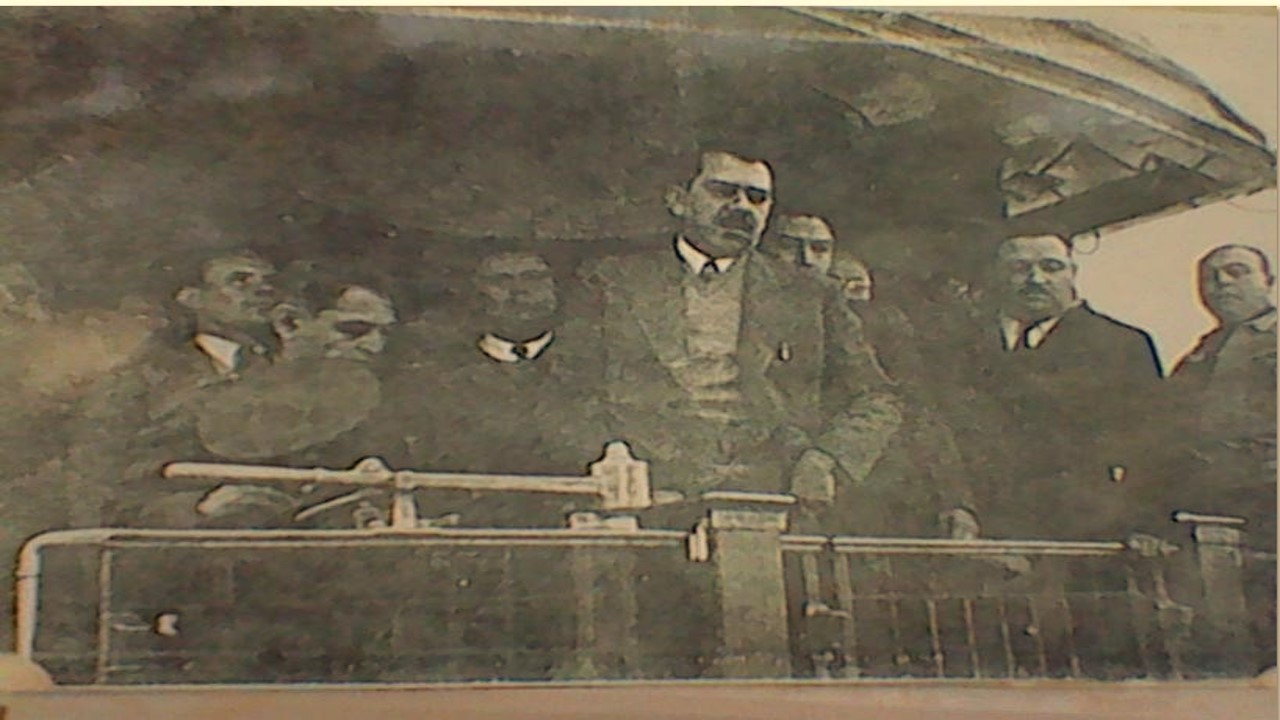
El Gral. Lázaro Cárdenas del Río, Presidente de la República, arriba a Tlahualilo a bordo del tren presidencial "Olivo", el 11 de noviembre de 1936. (Fotografía del Museo Comunitario "Laguna del Caimán. Tlahualilo, Dgo.).

Tlahualilo, daba señales de alerta a los propietarios de las haciendas, los cuales buscaban el respaldo de los gobernantes en turno con el objeto de conservar sus prebendas, mismas que en muchas ocasiones se fincaban en un trato injusto a los peones de las haciendas pertenecientes a la Compañía del Tlahualilo. Es así como liderazgos como Tomás Palomino y Manuel Murúa, marcaban la pauta en el tema, aún reconociendo que había liderazgos que pugnaban por pelear derechos de los trabajadores dentro de la misma estructura de las haciendas. Al respecto Cárdenas escribía: "...se entregaron tierras aún sin el deseo de los dirigentes de los propios campesinos, que preferían seguir la lucha manteniendo el sindicato en las haciendas agrícolas..."
Tras el histórico decreto de reparto de tierras signado el 6 de octubre de 1936, éste decidió viajar a La Laguna a acelerar y fortalecer el proceso. Es así como habría de llegar a Tlahualilo el 11 de noviembre, presentándose en el Cine Teatro "Zaragoza", en el cual pronunció su histórico discurso:
"...Pueblo de Tlahualilo: estoy recorriendo la comarca lagunera con objeto de darme cuenta de cuáles son en su integridad los problemas y las necesidades de los pueblos para dar solución a unos y satisfacer las otras, buscando resoluciones de conjunto que permitan establecer servicios permanentes para bien de la colectividad.
 Recorro los pueblos también para reiterarles la invitación que a través del tiempo y en todas partes de la República he venido haciendo al elemento trabajador, se trate de obreros o de campesinos, para que presenten un solo frente, pues es ésta la única manera como podrán lograr la conquista de sus ideales, su mejoramiento social y económico, a la vez que la elevación cultural de sus hijos.
 En esta asamblea de trabajadores vengo a repetir una vez más mi llamamiento en pro de la unificación, señalando el interés del pueblo y la responsabilidad de los integrantes de las colectividades de trabajadores.
 Estamos atacando en esta región uno de los problemas principales que ha tenido pendientes la Revolución Mexicana. Y es necesario que la clase obrera y la clase campesina, con pleno conocimiento de sus intereses o de sus responsabilidades, corresponda a la actitud que asume el gobierno de República, pues éste se ha propuesto únicamente cumplir con los postulados de la Revolución, por los cuales muchos de ustedes alcanzaron a pelear en el campo de batalla. El gobierno, repito, solo trata de convertir en realidad el ideal que sostuvieron ustedes con las armas en la mano.
 Aun con sacrificio de otros sectores campesinos igualmente necesitados, el gobierno ha concentrado fuertes cantidades para resolver el problema 

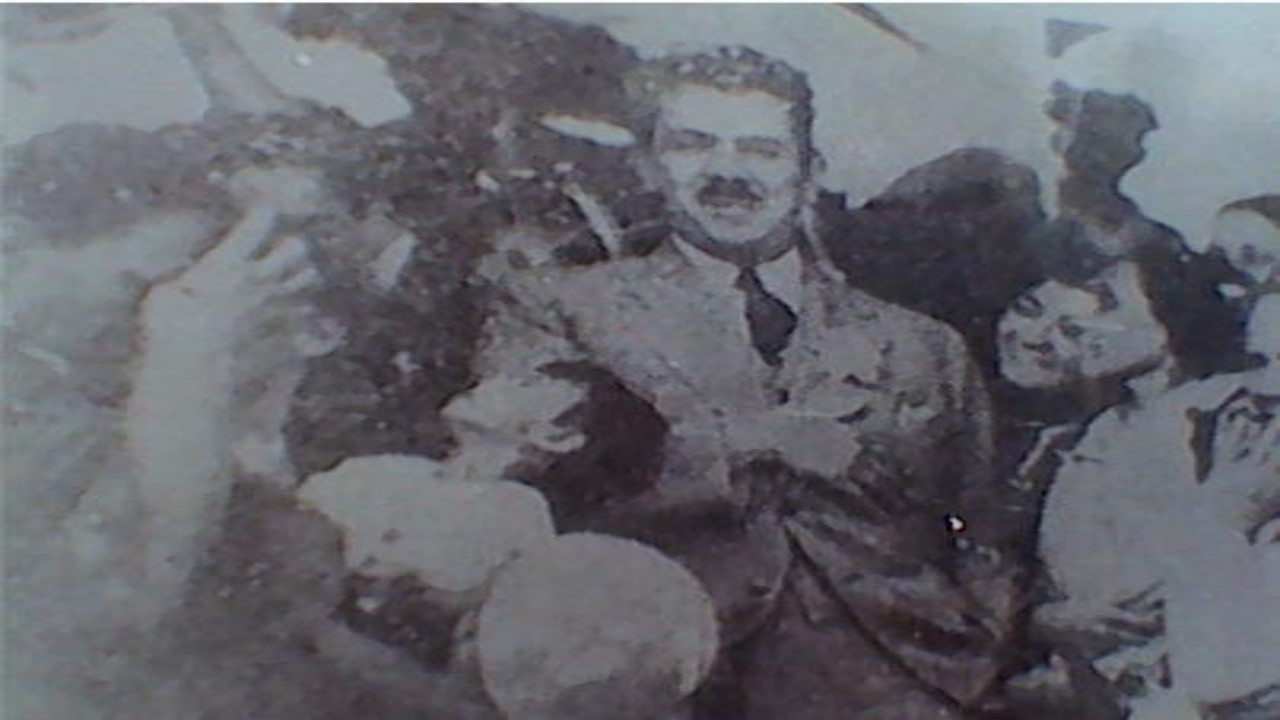
El presidente Lázaro Cárdenas en su visita a Tlahualilo, siendo recibido alegremente por sus habitantes el 11 de noviembre de 1936. (Fotografía Museo "Laguna del Caimán" de Tlahualilo, Dgo.).

de la comarca lagunera, a efecto de que, al instituirse el régimen ejidal, cuenten ustedes con las convenientes refacciones o con la organización eficiente para la iniciación inmediata de sus tareas agrícolas.
 Justo es que ustedes correspondan a este esfuerzo de la nación, y la forma de cumplir con ese deber no es otra que la de reunir a todo el conglomerado en un solo frente.
 Tenemos la necesidad y el deber de triunfar con el ejido para bien general del país y en provecho directo de ustedes, todo lo cual señala a los pueblos de esta región el deber en que se encuentran de poner todo lo que esté a su alcance, en esfuerzo y en disciplina, para llevar a un éxito seguro el programa que la nación ha delineado.
 Hemos recibido informes en el sentido de que hay puntos de vista encontrados en este lugar entre el sector campesino. Que unos pugnan por el ejido y otros quieren el fraccionamiento de las tierras.
 Este problema debe evitarse haciendo que el campesino asalariado se incorpore como un solo hombre a participar en el ejido.
 Yo invito a todos ustedes para que se asocien, y todo el elemento que haya trabajado la tierra sobre la base de salario, venga a contar con su sitio en el ejido. Sólo de esta manera, es decir, obrando en forma de que no se quede un solo campesino en este lugar sin participar en el ejido, la comarca lagunera podrá comprobar que coopera con el gobierno y corresponde a los sacrificios que en su favor hace la nación.
 El elemento obrero debe mantenerse en su puesto, en la seguridad de que el gobierno atenderá sus problemas como clase productora que es, protegiendo el máximo de garantías que les conceden las leyes. No tiene el elemento obrero de Tlahualilo por qué temer un desplazamiento de sus actividades si sabe agruparse en una sola organización. Solamente podríamos tener un tropiezo momentáneo si se confirmara la existencia de divisiones entre la clase trabajadora: me refiero a un tropiezo momentáneo, porque,  estoy seguro de que los campesinos arreglarán pronta y debidamente sus diferencias. Queremos vencer todos los obstáculos, por pequeños que sean, para demostrar a quienes se oponen a la aplicación de las leyes revolucionarias, que los ejidatarios tienen capacidad y se hallan en condiciones de poseer y administrar la tierra que trabajan.
La región de Yucatán, El Yaqui y otras,  que están pendientes de los resultados que se obtengan en la comarca lagunera, se darán cuenta de que la clase campesina y obrera de los estados de Durango y de Coahuila, hacen honor a sus responsabilidades, manteniendo la disciplina que el gobierno les reclama para la resolución de sus problemas.
 El gobierno no tiene más interés que el de cumplir con sus deberes para con la Revolución, logrando la elevación del nivel de vida del pueblo, para que éste viva mejor, atienda a su salud y a la educación de sus hijos. Para mí ha pasado ya el movimiento político electoral y solamente me queda el cumplimiento del deber.
```
"El camino a seguir, si ustedes me tienen confianza, es el de agruparse en derredor de los hombres que el gobierno destaca a estos lugares para encomendarles la ejecución de los  programas que  han  sido concienzudamente   elaborados, para llevar a término el cambio de régimen en la posesión de la tierra conforme al mandato de las leyes. Y el camino  a seguir es, también, el de conservar todas las fuentes industriales de esta región".
```

Si el conglomerado obrero y campesino procede en esta forma, estoy seguro de que, muy pronto podremos contemplar el mejoramiento económico y la elevación cultural de todos ustedes, porque tenemos elementos bastantes para conseguirlo.
Afortunadamente los trabajadores, considerados como factores de energía humana, son de calidad y. por otra parte, las obras que está emprendiendo el gobierno,  como la presa del Nazas, contribuirán a obtener ese mejoramiento económico. Que toda la familia de Tlahualilo, como un solo hombre, colabore con el gobierno para beneficio del pueblo..."
Al cabo de esto, la histórica Compañía del Tlahualilo, que había cambiado su razón social en varias ocasiones (en ese momento llamada Harvester Company), comenzó un proceso de fragmentación que daría cauce a la creación de los ejidos tlahualilenses.

### La creación del municipio
La citada visita del presidente Cárdenas el 11 de noviembre, fue también el detonador que propició la creación del municipio (en ese momento el número 36 del estado), pues tras su discurso, hizo la sugerencia al entonces gobernador del Estado, el también General Enrique Calderón R., sobre la necesidad de darle a Tlahualilo categoría de municipio.

Sería en la publicación del Periódico Oficial del Estado (Tomo LXXVII, Núm. 42) del día 22 de noviembre de 1936, cuando el Poder Legislativo de la entidad señalaría que en sesión ordinaria y en atención a iniciativa del Ejecutivo Local signada en noviembre 14, que se creaba el nuevo municipio de

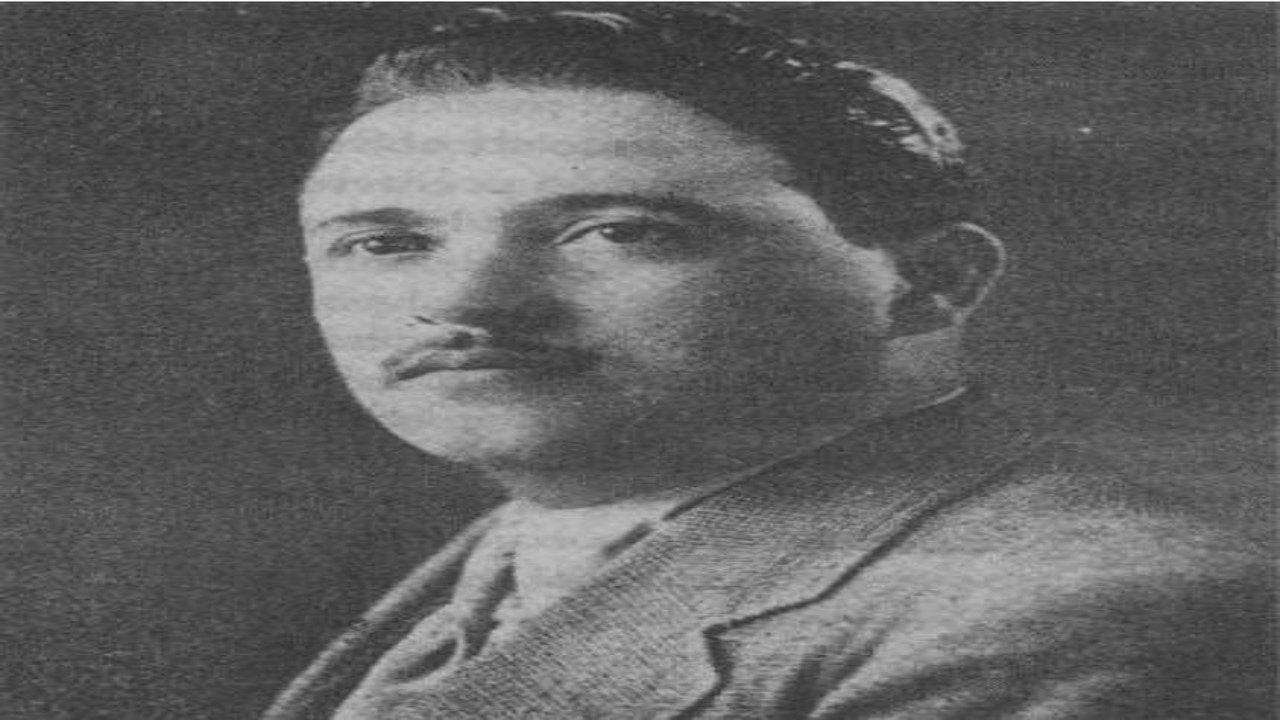
Enrique R. Calderón, Gobernador Constitucional del estado de Durango, durante la creación del municipio de Tlahualilo.

 Tlahualilo de Zaragoza, explicando en cinco puntos resolutivos que éste surgía de la segregación de tierras de Mapimí y Gómez Palacio, ubicándose la cabecera en Tlahualilo de Zaragoza, facultando al Gobernador del Estado para que “dicte todas las disposiciones necesarias relativas a la integración del nuevo Municipio, ya sea en el terreno material, como en el social, económico y judicial." ( Punto resolutivo Tercero emitido por el Congreso Local el 22 de noviembre de 1936).
De igual manera, el considerando cuarto marcaría como parte del municipio las siguientes centros de población y estaciones del ferrocarril: Zaragoza (Cabecera), Banco Nacional, El Lucero, Cartagena, El Palomar, Puerto Rico, Jauja, La Blanca, San Julio, San Francisco de Afuera, San Francisco de Horizonte, Buenos Aires, El Hundido, San Juan de Banderas, San Miguel, Toledo, Valencia, Granada, Córdoba, Barcelona, Sevilla, Carolina, Londres, Oquendo, Rosas, Providencia, Pamplona, Ceceda, Colonia Independencia, Colonia Weckman y La Norias. Respecto a las estaciones de ferrocarril se señalaban Horizonte, Jalapa y Zaragoza.
Es necesario recalcar que la zona norte del nuevo municipio surgió como producto de la segregación de tierras de Mapimí y de la propia fragmentación de la Compañía del Tlahualilo. En el caso concreto de la parte sur, el origen se vincula a tierras de Gómez Palacio, la mayoría remitidas a enormes haciendas como la de Arcinas (actual Lucero), Banco Nacional (la cual comprendía terrenos del ejido del mismo nombre, además de División del Norte, Huitrón y San Alberto), siendo estas últimas actuales comunidades pertenecientes a Gómez Palacio, además de la Hacienda de Jauja y otra denominada San Francisco y Buenos Aires.
Así, a lo largo de la historia, Tlahualilo ha contado con los siguientes presidentes municipales:
| Nombre | Período   | Partido |
| --- | --------- | ------- |
| Juan Torres García | 1937-1938 | PNR     |
| Rafael Saucedo Carrillo | 1939-1940 | PRM     |
| Francisco Torres García | 1940-1942 | PRM     |
| Ramón B. Tostado | 1943      | PRM     |
| Jesús Compeán Segura | 1943-1944 | PRM     |
| J. Martín Chacón | 1945-1946 | PRM     |
| Gerónimo Santacruz Durón                                                                                                   | 1950-1952 | PRI     |
| Rito Favela Ávalos | 1953-1956 | PRI     |
| Felipe del Río Hernández                                                                                                   | 1956-1959 | PRI     |
| Manuel Villalpando Prieto                                                                                                  | 1959-1962 | PRI     |
| José Santos Alemán | 1962-1965 | PRI     |
| Pedro Ortega Ruiz | 1965-1968 | PRI     |
| Felipe Miranda Batres | 1968-1971 | PRI     |
| José Santos Ávila | 1971-1974 | PRI     |
| J. Isabel Aguirre Calzada                                                                                                  | 1974-1977 | PRI     |
| Aniceto Ramos Veloz | 1977-1980 | PRI     |
| Pedro López Mejía | 1980-1983 | PRI     |
| Severo Barraza Flores | 1983-1986 | PRI     |
| Felipe Miranda Batres | 1986-1989 | PRI     |
| Moisés Benjamín Camacho Muñiz                                                                                              | 1989-1992 | PRI     |
| Concejo Municipal de Gobierno: Pedro Pablo Barraza Villa, Ricardo Espino, José Name Mahud, Miguel Rivera, Dámaso Martínez. | 1992      | 1992    |
| Estanislao Torres Vázquez                                                                                                  | 1992-1995 | PRD     |
| Pedro Pablo Barraza Villa                                                                                                  | 1995-1998 | PRI     |
| Amalio Soria Torres | 1998-2001 | PRI     |
| Francisca Niño Córdoba | 2001      | PD      |
| Fidel Vázquez Cháirez | 2002-2004 | PRI     |
| Horacio González Alvarado                                                                                                  | 2004-2007 | PRI     |
| José Guadalupe Soria Jáquez                                                                                                | 2007-2010 | PRI     |
| Horacio González Alvarado                                                                                                  | 2010-2013 | PRI     |
| Armando Rodríguez Belmontes                                                                                                | 2013-2016 | PRI     |
| Sergio Nevarez Nava | 2016-2019 | PAN     |
| Alejandro Rodríguez Belmontes                                                                                              | 2019-2022 | PRI     |
| Judith Rodríguez Olivares                                                                                                  | 2022-2025 | MORENA  |

## La Feria Regional de la Sandía y el Melón
El hecho de que la producción de melón y sandía haya disminuido en los últimos años no evita que la mayor festividad local siga haciendo alusión a ambas frutas, las cuales representan la idiosincrasia del tlahualilense orgulloso de sus raíces. Para ello, a mediados de año se celebra la “Feria regional de la sandía y el melón” (el estatus de regional lo recibió en el año de 1963), a la cual acuden no sólo quienes residen en el municipio, sino también aquellos que por situaciones laborales viven fuera, agregándose ciudadanos que sin tener algún vínculo histórico con Tlahualilo, acuden con gusto ante el atractivo de las festividades, las cuales concluyen cada jornada con grandiosos bailes amenizados por grupos de renombre nacional e internacional.
En su Monografía de Tlahualilo, el Prof. y Lic. Sandoval Ceniceros señala que el antecedente más lejano de las festividades tiene que ver con la celebración del carnaval en tiempos de cuaresma organizado por las instituciones de educación primaria a partir de 1938, de donde surgieron soberanas como Ma. Concepción Morán Cruz, Lidia Sandoval Delgado y Ma. Eva Rubio Martínez.
Después, en 1950 y participando en el evento de “La flor más bella del ejido” a nivel regional habría de resultar ganadora la tlahualilense Ma. Cristina Rodríguez Muñoz.
Y es a partir de 1956 cuando a iniciativa del Club Social  “Cámara Junior Internacional” se instituye este emblemático evento que congrega a las embajadoras de la belleza del municipio en el marco de las celebraciones que comúnmente se llevan a cabo entre la finalización del mes de julio e inicios de agosto, pudiendo variar la calendarización ante alguna eventualidad o contingencia.
Esta gran festividad ha sido fiel testigo de la presencia de formidables grupos de diferente género musical como la Orquesta de la Provincia de Beto Díaz, Tropical Caribe, Xavier Pasos, Invasores de Nuevo León, Pessado, Banda Blanca, Sonora Dinamita, Sonora Tropicana, Pegasso y Primavera por mencionar solo algunos, los cuales han deleitado el oído de los asiduos asistentes a estas celebraciones, donde el proceso de vinculación afectiva se ve enormemente fortalecido, pues en muchas de las ocasiones los concurrentes saludan y conviven con aquellos seres queridos a los que no se ha visto desde hace mucho tiempo.
El resto de las actividades tiene que ver con la realización de eventos populares en el día, como teatro del pueblo y actividades deportivas en diferentes disciplinas. De estas últimas, los encuentros de futbol en los últimos años entre representativos del ejido quintanarroense con raíces tlahualilenses “Alfredo V. Bonfil” y del municipio (Cabecera y Sur) son verdaderas batallas que muestran el excelente nivel que se tiene en ese deporte.
Y en béisbol, las celebraciones siempre han girado en torno a la organización de encuentros donde hay garantía de calidad, y donde el representativo local logra triunfos recurrentes ante el beneplácito de la siempre conocedora y exigente fanaticada.
Por otra parte, el vínculo afectivo se ve fortalecido con la presencia del núcleo familiar en los tradicionales juegos mecánicos, mismos que regularmente se instalan en la Plaza “6 de octubre”, a un costado de la explanada de la Presidencia Municipal, en cuyo espacio, dedicado preferentemente a los pequeñines, se convive alegremente. Y es regularmente durante el primer día de la feria cuando la población está al pendiente de la coronación de Su Graciosa Majestad, la cual históricamente ha sido elegida por recaudación de dinero con la consecuente celebración de los llamados cómputos o bien por simpatía, contando con la presencia de un jurado calificador.
Haciendo un compendio de quienes han sido coronadas a través de los años, la historia reconoce a las siguientes Soberanas:
| Año  | Reina                          |  | Año  | Reina                              |  |
| ---- | ------------------------------ |  | ---- | ---------------------------------- |  |
| 1956 | María de Jesús Rodríguez       |  | 1957 | Ma. Concepción Ordaz Mascorro      |  |
| 1958 | Ma. del Socorro Juárez Favela  |  | 1959 | Margarita Martínez Richo           |  |
| 1960 | Ma. de los Ángeles Morán V.    |  | 1961 | Yolanda Sandoval Delgado           |  |
| 1962 | Rosa Velia Rodríguez           |  | 1963 | Francisca del Río Olague           |  |
| 1964 | Beatriz Ávila Olivares         |  | 1965 | Delia Salazar Gallegos             |  |
| 1966 | Pilar Juárez Arellano          |  | 1967 | Magdalena Favela Ramos             |  |
| 1968 | Rita Ávila Chagoya             |  | 1969 | Andrea Torres Ramos                |  |
| 1970 | Lidia Avitia Martínez          |  | 1971 | Ma. Elena Ávalos Belmontes         |  |
| 1972 | Leticia Favela Gutiérrez       |  | 1973 | Juana María Guevara Mirazo         |  |
| 1974 | Hermelinda Olivares Acosta     |  | 1975 | Carmen Valles Avitia               |  |
| 1976 | Caridad González López         |  | 1977 | Mayela Juárez Arellano             |  |
| 1978 | Rosario Padilla Compeán        |  | 1979 | Amparo Ávalos Flores               |  |
| 1980 | Esperanza Torres Hernández     |  | 1981 | Ma. del Rosario Favela Estupiñán   |  |
| 1982 | Mayela Ramírez Salazar         |  | 1983 | Ma. Guadalupe Flores Martínez      |  |
| 1984 | Eloisa Valles Avitia           |  | 1985 | Ma. Dolores Olvera Rodríguez       |  |
| 1986 | Ma. Concepción Torres Lira     |  | 1987 | Leticia Canché Aguayo              |  |
| 1988 | Ma. Teresa Ortega Ortega       |  | 1989 | Liliana Ávalos Machado             |  |
| 1990 | Laura Liliana Martínez Ruiz    |  | 1991 | Verónica Vázquez Rentería          |  |
| 1992 | Adriana Carrillo Moreno        |  | 1993 | Sara Rangel Silva                  |  |
| 1994 | Fabiola Marchand Vázquez       |  | 1995 | Ileana Ruiz Bernal                 |  |
| 1996 | Ana Victoria Jaime Martínez    |  | 1997 | María Eloisa González López        |  |
| 1998 |                                |  | 1999 | Nadia Bárcenas Berumen             |  |
| 2000 | Mirna Martínez Saucedo         |  | 2001 | Thelma Pineda                      |  |
| 2002 | Evelyn Favela Valles           |  | 2003 | Tania Libertad Sánchez Torres      |  |
| 2004 | Linda Luna Hernández           |  | 2005 | Angélica Carrillo Vela             |  |
| 2006 | Diana Isabel Rivas Armendáriz  |  | 2007 | Ana Gabriela Herrera García        |  |
| 2008 | Melissa Duarte Sánchez         |  | 2009 | Álvarez Vázquez                    |  |
| 2010 | Selene Yamani Vázquez          |  | 2011 | Saraí Ortega                       |  |
| 2012 | Heidi Yudith Sánchez Rodríguez |  | 2013 | Dalia Luévano Salazar              |  |
| 2014 | Isela Monreal Hernández        |  | 2015 |                                    |  |
| 2016 | Karen Favela Santoyo           |  | 2017 | Kenya Gisel Maldonado Díaz de León |  |

## El béisbol, deporte representativo de Tlahualilo
El béisbol es el deporte tlahualilense por excelencia. Ver en ebullición las gradas del Estadio Municipal “Francisco Sarabia”  y más aún, participar en ese estallido de pasión beisbolera durante algún encuentro de la famosa Liga Mayor de La Laguna, es una experiencia inolvidable.

Para abordar esta disciplina de una manera histórica, se debe remontar a inicios del siglo pasado, cuando la Compañía del Tlahualilo en esos momentos 

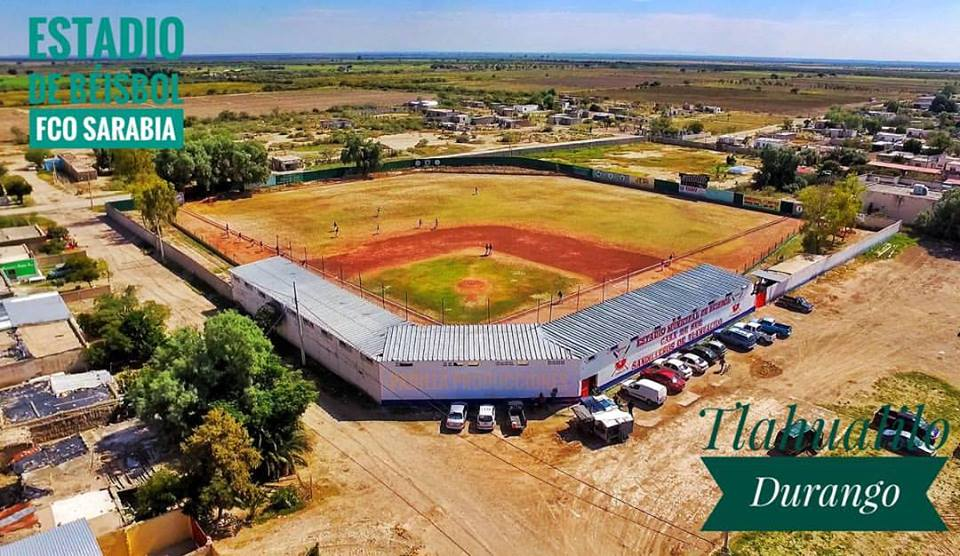
Estadio de beisbol "Francisco Sarabia"

denominada Harvester Company (el cambio de razón social significó para la misma continuos contratiempos de carácter legal), otorgaba a sus empleados la facilidad de contar con momentos de esparcimiento que apuntaban invariablemente a la práctica del deporte, siendo el béisbol la prioridad, más aún cuando la Compañía, a decir del Prof. José Luis Tovar Rangel, creador del libro "Tlahualilo, tierra de beisbolistas. Ases y caballos del béisbol en Tlahualilo", contrató a trabajadores de color originarios de Georgia, Alabama, Mississipi, Luisiana, Texas y Oklahoma, conformándose con ellos el primer equipo de béisbol, el cual llevó por nombre "Tlahualilo".
Con el paso del tiempo, el béisbol se convirtió en una forma de vida, ya que una gran cantidad de tlahualilenses lo practicaba (hasta la fecha), por lo que llegada la irrupción del municipio, los ejidos estructuraron sus propias escuadras, celebrándose encuentros que denotaban la pasión por el juego y el orgullo de los jugadores que participaban.
Posteriormente se conformaría la Liga Municipal (por mucho tiempo denominada Rafael Favela) en la cual aparecían poderosas novenas, las cuales protagonizaban excelentes encuentros que emocionaban a la fanaticada, la cual acudía gustosa a presenciar béisbol de calidad.
Como consecuencia de este desarrollo beisbolero, muchos tlahualilenses han salido a jugar a otros lugares en el terreno profesional y semiprofesional, siendo su destino prácticamente cualquier rincón del país donde se disfruta de este gran deporte.
En su libro, Tovar Rangel enumera los siguientes peloteros: Leonardo "Negro" Rodríguez Briones y Moisés "Moi" Camacho Muñiz (ambos encumbrados en el Salón de la Fama del Béisbol Mexicano); además de ellos: Juan "Charras" Hernández, Felipe "El burro" Hernández, los hermanos Rafael y Wilfredo Favela, Juan Vicente Contreras, Julio Esparza, Ramiro Flores, Juan Pablo Menchaca, Pedro Ramos, Vicente "La garza" Martínez, Glafiro "El zorro" Arratia y su hijo Javier "El gallo" Arratia, Pedro "Titán" Tovar, Carlos Casas, Guillermo "El zurdo" González, Federico "Lico" Rodríguez, José Cruz "Berry" Reyes, Moisés "Moi" Monreal, Jesús Torres Favela, Víctor Nava, Jesús "La moña" Briano, Gustavo Lozano, Rolando Rodríguez, Ismael Aguilar y Jesús Delgado.
Imagen del icónico estadio de béisbol "Francisco Sarabia" (Pad Prod Producciones).

## Tlahualilo en elsigloXXI

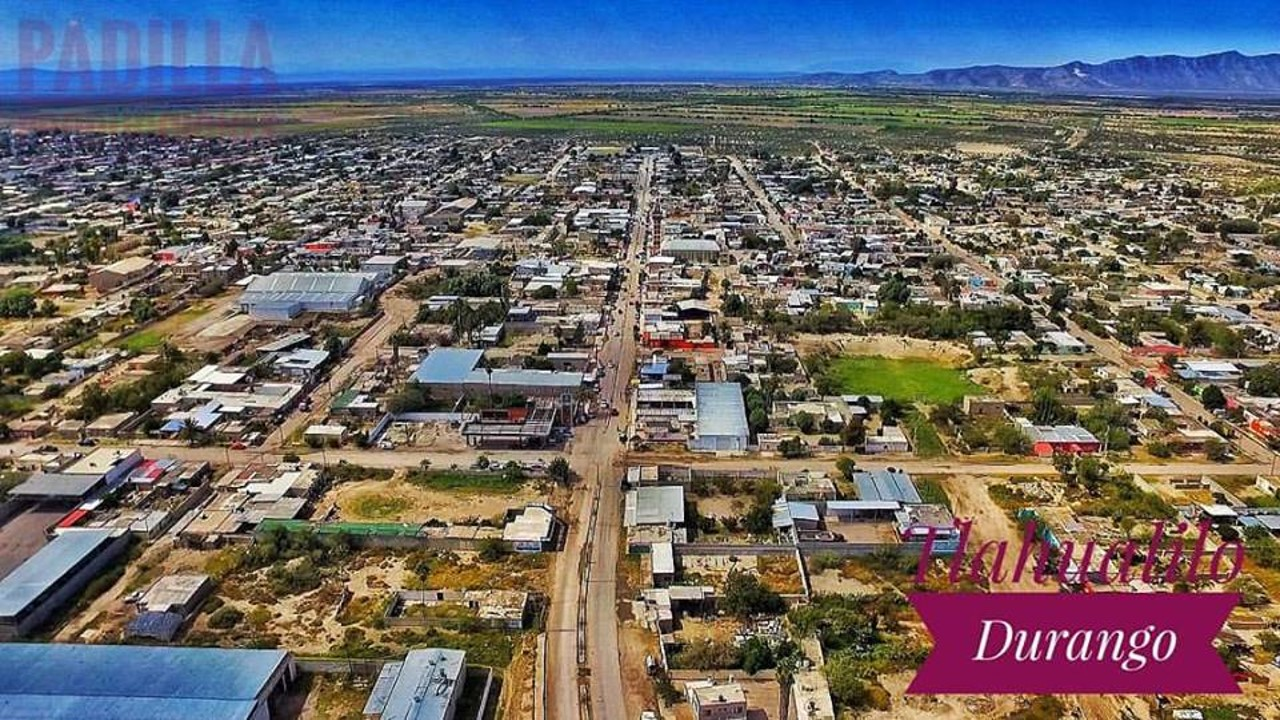
Tlahualilo de Zaragoza. Acceso por el extremo oriente (Fotografía Pad Prod Producciones)

Los retos del nuevo siglo, enmarcados en el proceso global, ponen a Tlahualilo en una situación coyuntural, pues es evidente que tras la reforma de 1992 al artículo 27 constitucional, se ha modificado el modelo colectivista para dar paso a la concentración de propiedad, tal y como lo revela el hecho de que más del 90% de derechos ejidales es rentado por sus propietarios, con todas las implicaciones que esto tiene.
Asimismo, el proceso de urbanización no se puede negar,  lo que se refleja en mejores servicios,  algunos incluso igualando o superando la media estatal. De igual manera, se considera un municipio donde la cobertura educativa es correspondida con el esfuerzo de los padres de familia, pues la asistencia de niños y jóvenes a los espacios donde se brinda Educación Básica, Media Superior y Superior supera también la media estatal. Todo lo anterior es respaldado además por una alta participación democrática que ha generado incluso la alternancia en el gobierno, lo que sin duda fortalece y legitima la aplicación de políticas públicas en su enorme porción territorial.
Por otra parte, la llegada de una empresa de la magnitud de SuKarne será un detonador importante que cambiará el paisaje socioeconómico de Tlahualilo, lo que demandará la capacidad de gobernantes y gobernados por configurar mejores ambientes de convivencia y participación social en el afán de fortalecer el tejido social, pues es sabido que en muchas de las ocasiones el repunte económico que irrumpe en determinados lugares se ve
acompañado paradójicamente de elementos de deterioro social. Paralelamente surge la necesidad de establecer una agenda de carácter ambiental que permita vivir con estándares ecológicos aceptables a quienes residen en el entorno inmediato de la citada empresa. 
Señalado de manera general lo anterior. ¿De qué manera recibe Tlahualilo a la segunda década de este siglo?

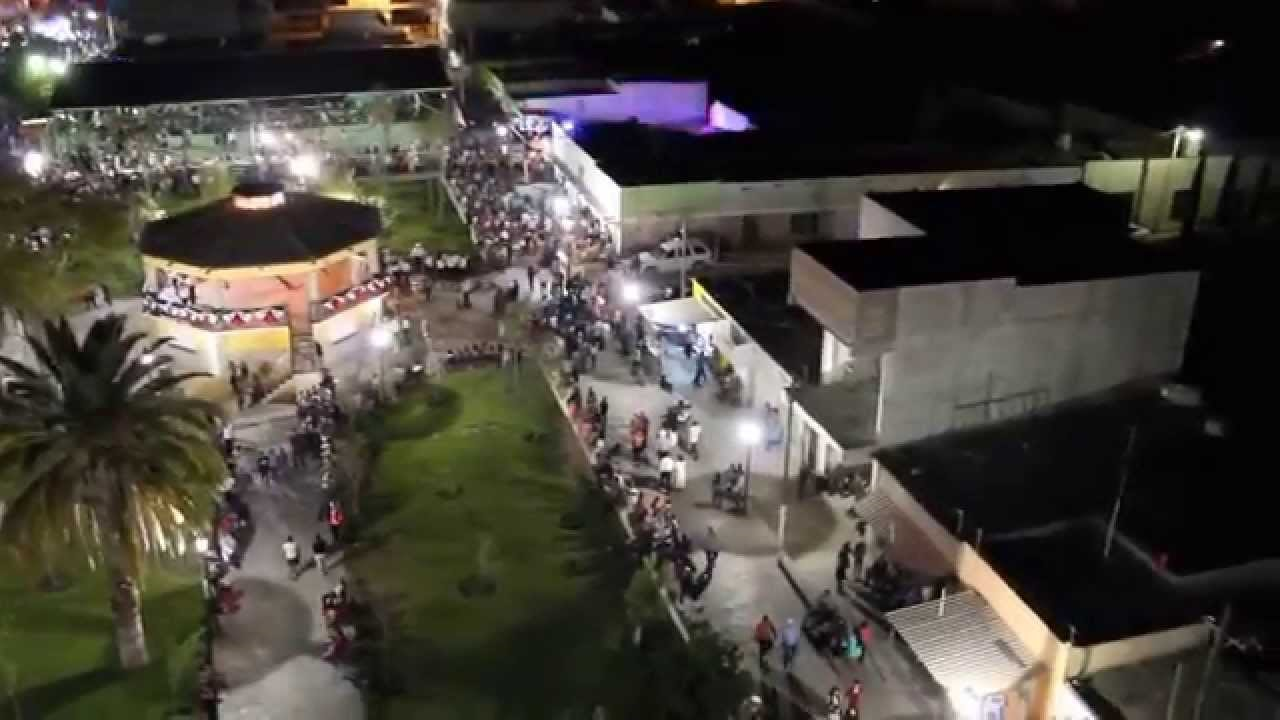
Tlahualilo de Zaragoza. Vista nocturna de la zona centro. (Fotografía Pad Prod Producciones)

#### Demografía
| POBLACIÓN   |             |             |                              |
| 2005        | 2010        | 2015        | INCREMENTO ENTRE 2005 y 2015 |
| 19,982 HAB. | 22,244 HAB. | 22,895 HAB. | 13 %                         |

Después de un declive poblacional entre 2000 y 2005, la población del municipio ha tenido un repunte importante en la década comprendida entre 2005 y 2015, siendo de los pocos municipios con un crecimiento positivo y al alza en el estado (1.1 entre 2005 y 2010).
Esta alza tiene que ver con la instalación de nuevas fuentes de empleo que se ubican en la Cabecera Municipal, pero sobre todo en el corredor Horizonte-San Julio-Pompeya-Lucero, en el cual se establecen agroindustrias, empresas maquiladoras, granjas avícolas y ahora la empresa SuKarne, 

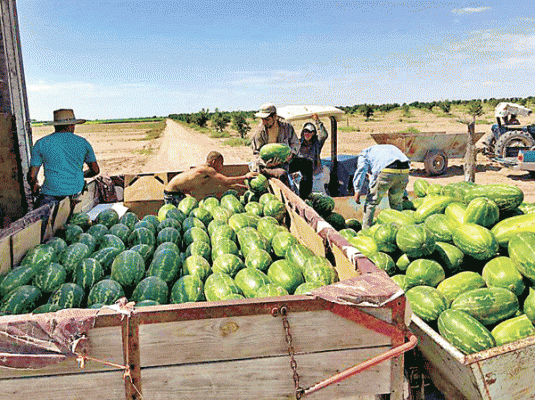
Cosecha de sandía.

procesadora de ganado vacuno de exportación.
| RELACIÓN HOMBRES-MUJERES                                                   | RELACIÓN HOMBRES-MUJERES                         | RELACIÓN HOMBRES-MUJERES                             |
| -------------------------------------------------------------------------- | ------------------------------------------------ | ---------------------------------------------------- |
| 2010                                                                       | 2015                                             | VARIACIÓN                                            |
| 100.3 (Cien hombres por cada 100 mujeres)                                  | 102.7 (Ciento dos hombres por cada cien mujeres) | 2.4% en la diferencia de hombres respecto a mujeres. |
| En el estado de Durango, se contabilizan 96 hombres por cada cien mujeres. |                                                  |                                                      |

| RAZÓN DE DEPENDENCIA POR EDAD | RAZÓN DE DEPENDENCIA POR EDAD | RAZÓN DE DEPENDENCIA POR EDAD                     |
| --- | --- | ------------------------------------------------- |
| 2010 | 2015 | VARIABLE                                          |
| 62,8 (Por cada cien personas en edad productiva, entre 15 y 65 años, existen 62,8 en edad de dependencia, es decir, población entre menos de 15 y más de 65 años de edad). | 64,8 (Por cada cien personas en edad productiva. entre 15 y 65 años, existen 64,8 en edad de dependencia, es decir, población entre menos de 15 y más de 65 años de edad). | En cinco años aumentó a dos personas dependientes |
| En el estado de Durango, existen 57,5 personas en dependencia por cada cien en edad productiva.                                                                            | |                                                   |

| EDAD MEDIANA                                                             | EDAD MEDIANA | EDAD MEDIANA                            |
| ------------------------------------------------------------------------ | ------------ | --------------------------------------- |
| 2010                                                                     | 2015         | VARIACIÓN                               |
| 25                                                                       | 27           | Dos años de aumento en le edad mediana. |
| En el estado de Durango, la mitad de la población tiene 26 años o menos. |              |                                         |

#### Vivienda
| TOTAL DE VIVIENDAS HABITADAS | TOTAL DE VIVIENDAS HABITADAS | TOTAL DE VIVIENDAS HABITADAS                  | TOTAL DE VIVIENDAS HABITADAS |
| ---------------------------- | ---------------------------- | --------------------------------------------- | ---------------------------- |
| 2010                         | 2015                         | VARIABLE                                      |                              |
| 5,626                        | 6,041                        | Incremento de 415 viviendas habitadas (7,3%). |                              |
| 1.3 % del total del estado.  |                              |                                               |                              |

| PROMEDIO DE OCUPANTES POR VIVIENDA                           | PROMEDIO DE OCUPANTES POR VIVIENDA | PROMEDIO DE OCUPANTES POR VIVIENDA |
| ------------------------------------------------------------ | ---------------------------------- | ---------------------------------- |
| 2010                                                         | 2015                               | VARIABLE                           |
| 4                                                            | 3.8                                | Reducción en un 0.02               |
| A la par con la media estatal de 3.8 ocupantes por vivienda. |                                    |                                    |

| DISPONIBILIDAD EN SERVICIOS DE VIVIENDA | DISPONIBILIDAD EN SERVICIOS DE VIVIENDA | DISPONIBILIDAD EN SERVICIOS DE VIVIENDA | DISPONIBILIDAD EN SERVICIOS DE VIVIENDA |
| --------------------------------------- | --------------------------------------- | --------------------------------------- | --------------------------------------- |
| ASPECTO                                 | 2010%                                   | 2015%                                   | VARIABLE                                |
| Agua entubada                           | 41,2                                    | 26,4                                    | - 15,8                                  |
| Drenaje                                 | 73,9                                    | 78,7                                    | +4,8                                    |
| Servicios sanitarios                    | 92,5                                    | 95,1                                    | +2,6                                    |
| Electricidad                            | 98,2                                    | 98,9                                    | +0,7                                    |
| Refrigerador                            | 89,5                                    | N.I.                                    |                                         |
| Televisión                              | 95,4                                    | N.I.                                    |                                         |
| Lavadora                                | 74,6                                    | N.I.                                    |                                         |
| NI.- No existe información.             |                                         |                                         |                                         |

#### Tecnologías de la Información y la Comunicación (TIC)
| TIC                         | TIC   | TIC   | TIC      |
| --------------------------- | ----- | ----- | -------- |
| ASPECTO                     | 2010% | 2015% | VARIABLE |
| Teléfono                    | 27,6  | 16,1  | -11,5    |
| Teléfono celular            | 54,9  | 77,5  | +22,6    |
| Computadora                 | 15,4  | 15,2  | -0,2     |
| Internet                    | 4,1   | 7,1   | +3.0     |
| TV de paga                  | N.I.  | 29,1  |          |
| N.I. No existe información. |       |       |          |